# Nhà thờ chính tòa thành phố México
Nhà thờ chính tòa Đức Mẹ Maria hồn xác lên trời (tiếng Tây Ban Nha: Catedral Metropolitana de la Asunción de la Santísima Virgen María a los cielos) là trụ sở của Tổng giáo phận Công giáo México. Nhà thờ tọa lạc trên đỉnh khu vực linh thiêng của người Aztec trước kia gần Templo Mayor (đền thờ lớn) ở phía bắc Quảng trường hiến pháp (Zócalo) trong trung tâm thành phố México. Nhà thờ được xây dựng từng phần từ năm 1573 đến năm 1813 quanh nhà thờ ban đầu. Nhà thờ cũ lúc ban đầu được xây dựng ngay sau khi Tây Ban Nha chinh phục Tenochtitlan, nay không còn vì đã bị thay thế hoàn toàn. Kiến trúc sư Tây Ban Nha Claudio de Arciniega lên kế hoạch xây dựng từ cảm hứng về các nhà thờ Gothic ở Tây Ban Nha.
Do khoảng thời gian xây dựng kéo dài đến gần 250 năm, hầu như tất cả các kiến trúc sư chính, họa sĩ, nhà điêu khắc, bậc thầy mạ vàng và các nghệ sĩ tạo hình khác tại Tân Tây Ban Nha trong khoảng thời gian đó đều tham gia vào công trình này. Cùng với thời gian xây dựng trải dài cho phép công trình tích hợp các phong cách kiến trúc khác nhau thịnh hành trong từng giai đoạn như Gothic, Baroque, Churrigueresque, Tân cổ điển. Cũng bởi vậy mà bên trong nhà thờ là các nội thất, trang trí, tranh họa, điêu khắc khác nhau.
Tiến trình xây dựng nhà thờ đến khi hoàn tất là một điểm giúp xã hội gắn kết với nhau do liên quan đến giáo hội, chính quyền, hội đoàn tôn giáo khác nhau cũng như nhiều thế hệ mọi tầng lớp xã hội cùng tham gia.
Do ảnh hưởng của Giáo hội Công giáo trên đời sống, nhà thờ đã đan xen kết nối các sự kiện lịch sử ý nghĩa thời phó vương quốc Tân Tây Ban Nha và México độc lập. Một vài sự kiện có thể đến như: Chủ tịch Quốc hội tôn phong Agustín de Iturbide và Ana María Huarte đăng quang Hoàng đế México; nơi quàn tang lễ các vị vua đó; nơi an táng một số anh hùng độc lập dân tộc trước năm 1925 như Miguel Hidalgo y Costilla và José María Morelos; tranh chấp giữa hai phe tự do và bảo thủ do sự chia rẽ nhà nước và giáo hội trong cuộc Cải cách luật pháp; nhà thờ đóng cửa vào thời Chiến tranh Cristero; Kỷ niệm 200 năm México độc lập cùng nhiều lễ hội khác.
Nhà thờ quay mặt về hướng nam. Kích thước xấp xỉ như sau: rộng 59 mét (194 ft), dài 128 mét (420 ft) và cao 67 mét (220 ft) đến đỉnh tháp. Nhà thờ gồm hai tháp chuông, một mái vòm trung tâm, ba cổng chính. Bốn mặt tiền có cổng ra vào với cột và tượng. Kiến trúc năm gian giữa bao gồm 51 hầm, 74 vòm và 40 cột. Hai tháp chuông chứa tổng cộng 25 quả chuông. Nhà hội kiến liền kề với nhà thờ lớn là nơi rửa tội và giáo dân đến ghi danh đăng ký. Có năm bàn thờ lớn trang trí chi tiết, một nơi để đồ thánh, một khu ca đoàn, một hành lang và một phòng hội đoàn. Mười bốn trong số mười sáu nhà nguyện trong nhà thờ được mở cửa cho công chúng. Mỗi nhà nguyện được dâng cho một hoặc các vị thánh khác nhau, cũng như do mỗi hội huynh đệ tài trợ. Các nhà nguyện có bàn thờ, tranh thờ, retablo, tranh vẽ, đồ gỗ và đồ điêu khắc tinh xảo. Nhà thờ là nơi lưu giữ hai trong số những đại phong cầm lớn nhất thế kỷ 18 ở châu Mỹ. Có một hầm mộ bên dưới nhà thờ an táng nhiều hài cốt cựu tổng giám mục. Nhà thờ có khoảng 150 cửa sổ.
Trải qua nhiều thế kỷ, nhà thờ chịu nhiều hư hỏng. Trận hỏa hoạn năm 1967 phá hủy một phần đáng kể phần bên trong nhà thờ. Khi trùng tu đã phát hiện ra một số tài liệu và tác phẩm nghệ thuật quan trọng bị giấu kín trước đó. Mặc dù nhà thờ có nền móng vững chắc, nền đất sét mềm là một mối đe dọa đối với tính toàn vẹn cấu trúc cho công trình. Mực nước ngầm suy giảm và tốc độ sụt lún nhanh khiến Quỹ Di tích Thế giới đưa công trình này vào Danh sách 100 địa điểm nguy cấp nhất. Công việc trùng tu bắt đầu từ thập niên 1990 giúp nhà thờ ổn định lại và thoát khỏi danh sách nguy cấp vào năm 2000.

## Lịch sử

### Bối cảnh: Nhà thờ lớn

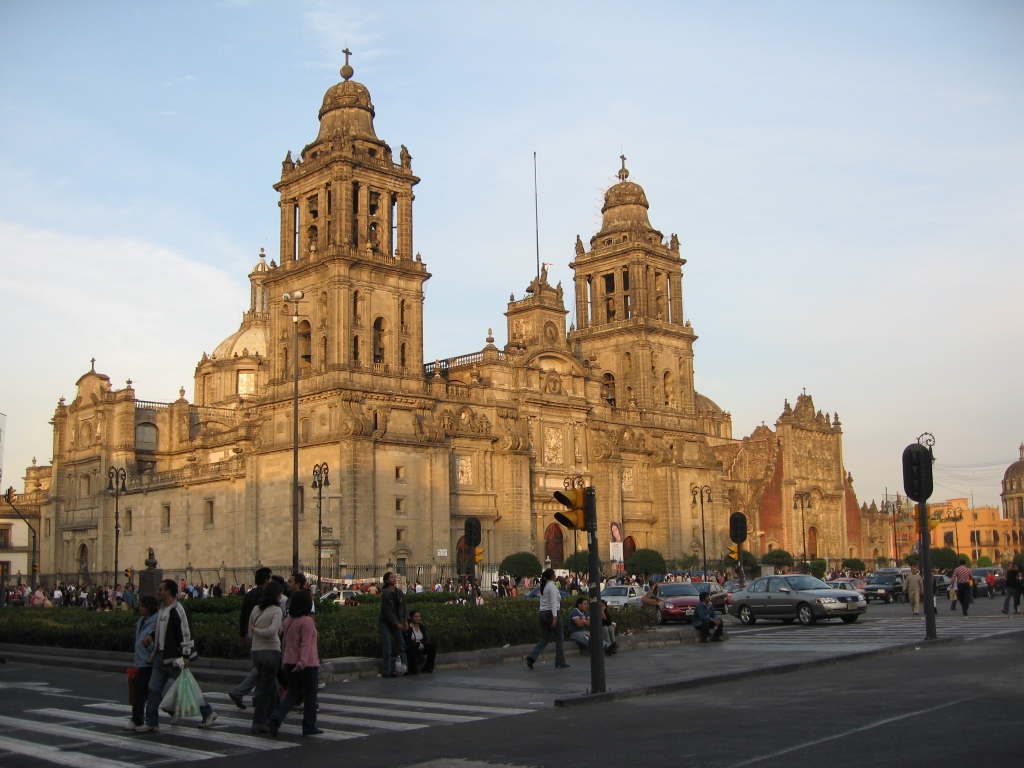
Nhà thờ nhìn từ phố Madero

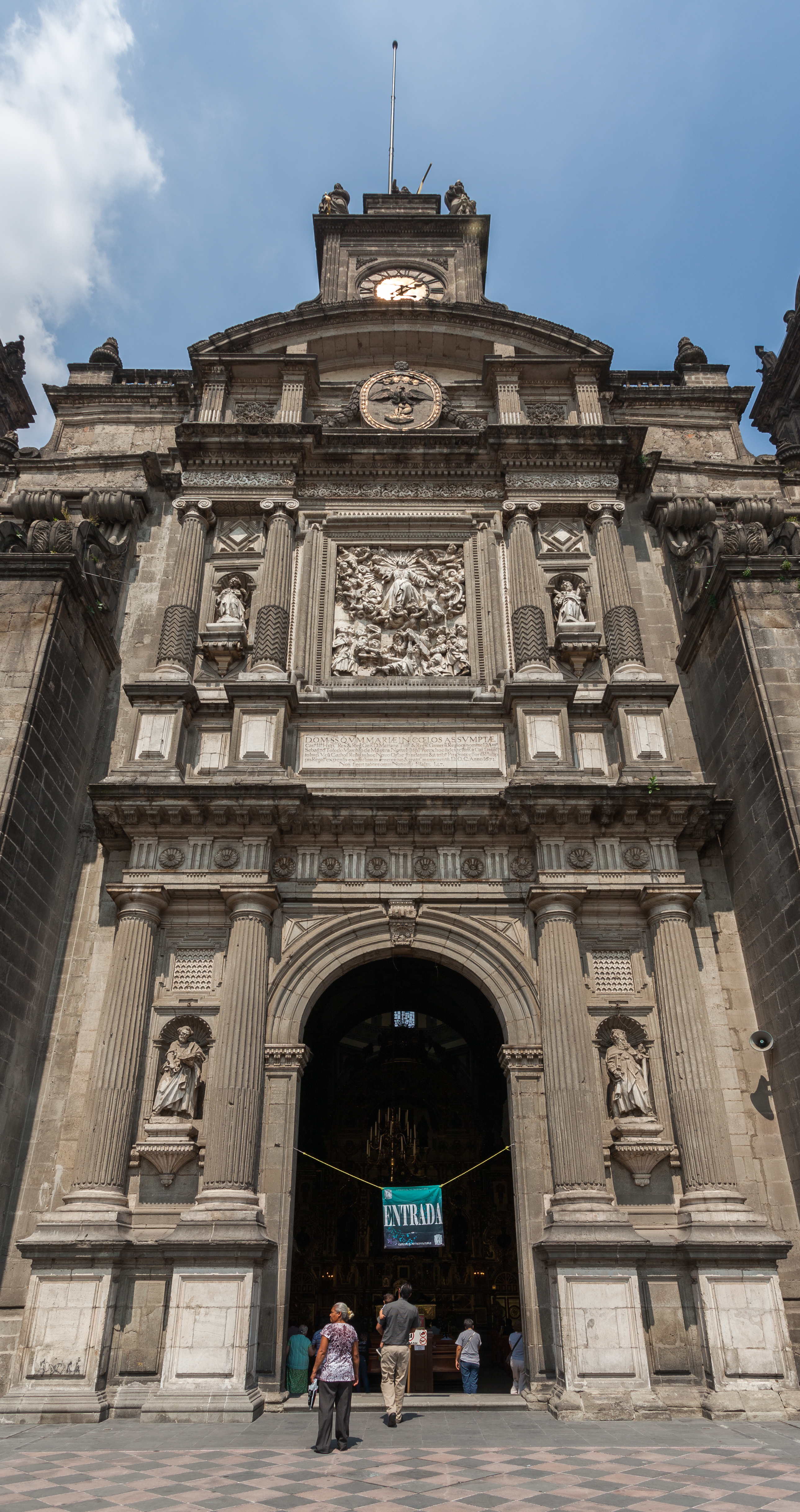
Cửa chính

Sau khi Tây Ban Nha chinh phục Đế quốc Aztec cũng như sau khi Hernán Cortés thám hiểm vùng Honduras ngày nay trở về, đội quân viễn chinh quyết định xây dựng một nhà thờ tại địa điểm của Templo Mayor trong thành phố Tenochtitlan của người Aztec để củng cố quyền lực của Tây Ban Nha trên lãnh thổ mới chiếm được. Có bằng chứng về sự hiện diện của đền thờ thần Quetzalcoatl rất lớn, một đền thờ dành riêng cho thần Huītzilōpōchtli (thần chiến tranh và vị thần chính của người Aztec) và các công trình phụ khác. Kiến trúc sư Martín de Sepúlveda là giám đốc đầu tiên của dự án từ năm 1524 đến 1532, còn Juan de Zumárraga là giám mục đầu tiên của Tòa giám mục ở Tân Thế giới. Nhà thờ Zumárraga nằm ở phía đông bắc nhà thờ chính tòa hiện nay. Nó có ba gian giữa ngăn cách nhau bằng hàng cột Tuscan, trần được chạm khắc tinh xảo do Juan Salcedo Espinosa thực hiện và được Francisco de Zumaya và Andrés de la Concha mạ vàng. Cửa chính có lẽ theo phong cách Phục hưng. Khu ca đoàn có 48 chiếc ghế bằng gỗ thông trắng do Adrián Suster và Juan Montaño chế tác thủ công. Đá từ đền thờ Huītzilōpōchtli được dùng để xây dựng nhà thờ. Dầu vậy, nhà thờ này sớm bị coi là không xứng với tầm quan trọng gia tăng của thủ đô Tân Tây Ban Nha. Nhà thờ đầu tiên này được Hoàng đế La Mã Thần thánh Karl V và Giáo hoàng Clêmentê VII nâng lên thành Catedral (nhà thờ lớn) vào ngày 9 tháng 9 năm 1534 và sau đó được Giáo hoàng Phaolô III thêm chữ Metropolitana (chính tòa) vào năm 1547.

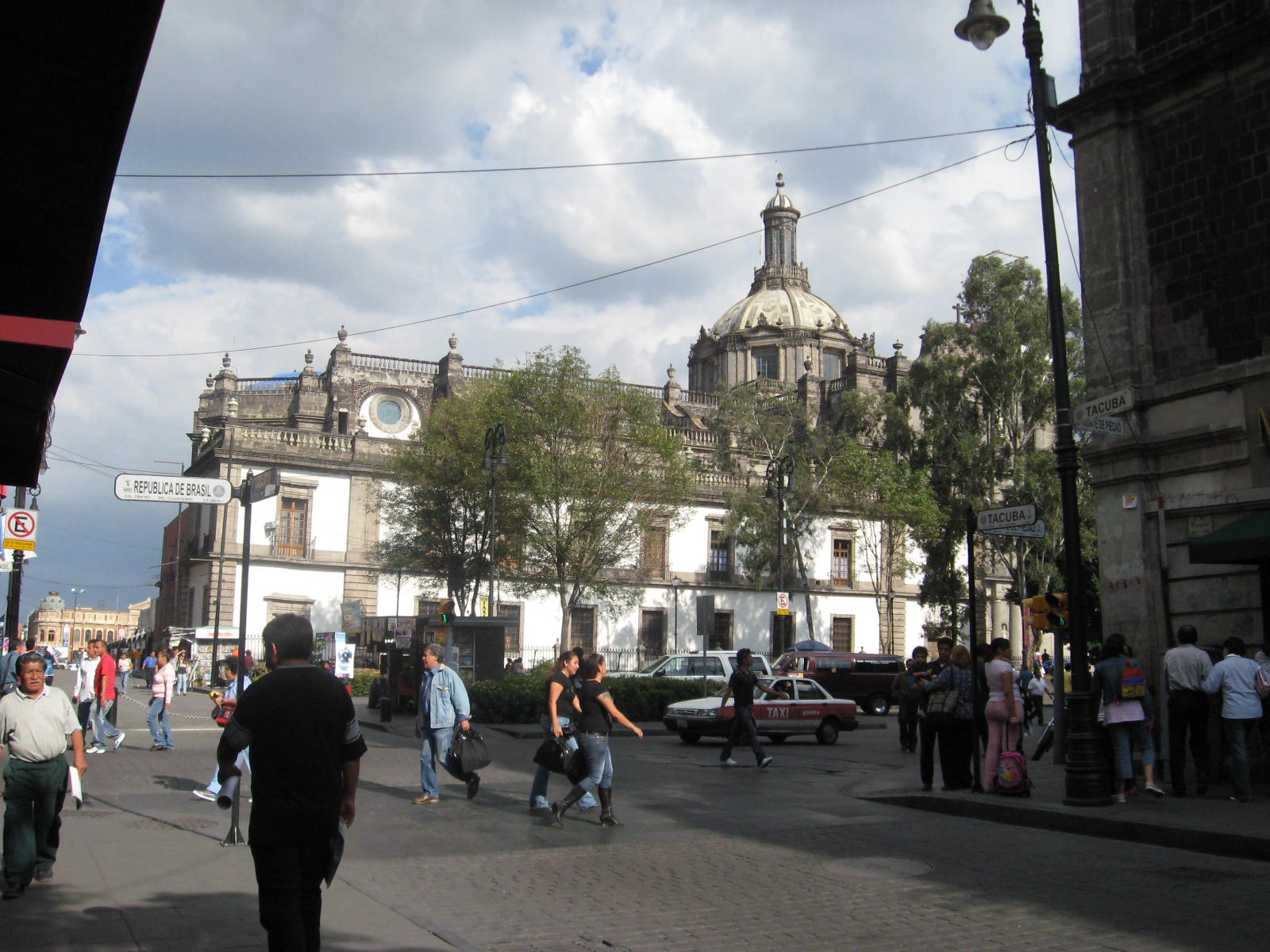
Mặt sau nhà thờ quay ra đường República de Guatemala.

Nhà thờ nhỏ nghèo nàn này bị đánh giá thấp trong tất cả các biên niên sử coi là không xứng tầm với một thành phố mới nổi tiếng như vậy, cũng như không đủ để phục vụ các thánh lễ lâu dài. Chẳng bao lâu sau đã có yêu cầu xây cất nhà thờ mới cho tương xứng với tầm cỡ vĩ đại của thuộc địa này. Nhưng công trình gặp nhiều trở ngại ngay khi bắt đầu, khó để xúc tiến đến nỗi nhà thờ cũ tiếp tục lãnh trách nhiệm cho các nghi lễ lớn của Tân Tây Ban Nha. Và chỉ khi thực tế tạo ra động lực về tầm quan trọng lớn lao thì phó vương quốc thấy cần phải có một nhà thờ tương xứng như nhà thờ Thánh Phanxicô, có thể chứa được bên trong nhà nguyện khổng lồ San José de los Indios làm nơi an táng cho lễ tang Hoàng đế Karl V.
Nhà thờ hơi dài hơn mặt tiền nhà thờ chính tòa mới; ba gian giữa không rộng 30 mét và được bao lại, gian giữa có tường chắn kéo bậc, hai bên có xà ngang. Ngoài cửa puerta del Perdón còn có cửa puerta de los Canónigos và có thể cửa thứ ba thoát ra Placeta del Marqués. Năm tháng trôi qua, nhà thờ chính tòa trở nên nhỏ bé so chức năng nó đang thể hiện. Năm 1544, các nhà chức trách Giáo hội ra lệnh xây dựng một nhà thờ chính tòa mới hoành tráng hơn.
Xem xét giải pháp nhà thờ mới đã lâu, công xưởng xây dựng cũng bắt đầu, quyết định tái thiết hoàn toàn nhà thờ cũ được đưa ra vào năm 1584. Mục đích tu sửa cho bớt hoang phế để kỷ niệm Hội đồng tỉnh México lần thứ ba.
Nhà thờ Jaén và Valladolid là nguồn cảm hứng cho Nhà thờ lớn Thành phố México
- Quang cảnh Nhà thờ chính tòa Jaén
- Nhà thờ chính tòa Valladolid dự kiến lúc trước

### Khởi công
| “                                           | Hầu hết tất cả các nhà thờ lớn tại châu Mỹ thời kỳ đầu Phục hưng này đều theo mô hình kiến trúc của Nhà thờ Jaén xây dựng đầu tiên vào năm 1540. Với mặt bằng hình chữ nhật và nhà nguyện chính hình bát giác chiếm đa số, đó là các nhà thờ lớn thành phố México, Puebla,... (...) Cảm hứng chủ yếu từ nhà thờ Jaén năm 1540 với mặt bằng chữ nhật và đầu phẳng, mặc dù có khả năng mô hình Herreria tại Valladolid cũng thu hút, tương quan của Nhà thờ Valladolid dự kiến xây năm 1580 với các nhà thờ lớn ở châu Mỹ đã không được xem xét đầy đủ. Nguyên vănCasi todas las catedrales americanas de esta primera época renacentista siguen el modelo de la de Jaén, cuya primera piedra se colocó en 1540. De planta rectangular y, a lo sumo con la capilla mayor ochavada, son las catedrales de México, Puebla,... (...) Se inspiró principalmente en la catedral de Jaén de 1540, de planta rectangular y cabecera plana, aunque es probable que también se dejara seducir por el modelo herreriano de Valladolid, la relación de la catedral vallisoletana, proyectada en 1580, con las catedrales americanas no se ha tenido en cuenta suficientemente. | ” |
| — Trích dẫn El Arte Hispanoamericano (1988) | |   |

Phác thảo nhà thờ

Năm 1552 đánh dấu đạt được thỏa thuận chia sẻ chi phí của nhà thờ chính tòa mới cho Vương thất Tây Ban Nha, tầng lớp Encomienda đặc quyền tại thuộc địa và dân bản địa dưới quyền trực tiếp của Tổng giám mục Tân Tây Ban Nha. Các kế hoạch ban đầu làm nền móng nhà thờ mới bắt đầu vào năm 1562. Nằm trong dự án xây dựng, Tổng giám mục Alonso de Montúfar liền đề xuất một công trình hoành tráng gồm bảy gian dựa theo thiết kế Nhà thờ chính tòa Sevilla với thời gian ước tính từ 10 đến 12 năm. Trọng lượng công trình có kích thước đồ sộ như vậy trên nền đất đầm lầy trước kia đòi hỏi nền móng đặc biệt. Lúc đầu, các dầm ngang đặt vào để làm nền, kéo theo chi phí cao và phải thoát nước liên tục, cuối cùng bị bỏ dở vì không chịu nổi phí tổn mà còn làm lụt lội trung tâm thành phố. Sau đó, có kỹ thuật bản địa trợ giúp, hai mươi nghìn súc gỗ đặc được nhồi dưới độ sâu lớn trên diện tích sáu nghìn mét vuông. Công trình từ bảy gian ban đầu giảm xuống còn năm: gian chính trung tâm, hai nhà rước và hai bên cho 16 nhà nguyện. Claudio de Arciniega và Juan Miguel de Agüero thiết kế và tạo mẫu lấy cảm hứng từ các nhà thờ Tây Ban Nha Jaén và Valladolid.
Năm 1571, sau vài trì hoãn, phó vương Martín Enríquez de Almanza và Tổng giám mục Pedro Moya de Contreras đặt viên đá đầu tiên của nhà thờ hiện nay. Nhà thờ chính tòa bắt đầu được xây dựng vào năm 1573 xung quanh nhà thờ cũ. Nhà thờ cũ bị phá bỏ sau khi công trình đã đáp ứng đủ các chức năng cơ bản để thay thế.
Trái với hầu hết các thánh đường truyền thống, công trình bắt đầu với hướng bắc-nam. Nguyên nhân là các dòng chảy ngầm sẽ ảnh hưởng đến kết cấu hướng đông-tây. Quyết định này đưa ra vào năm 1570. Đầu tiên là xây nhà nguyện và nơi đặt đồ thánh; việc dựng vòm và gian giữa đã mất cả trăm năm.

### Phát triển công trình

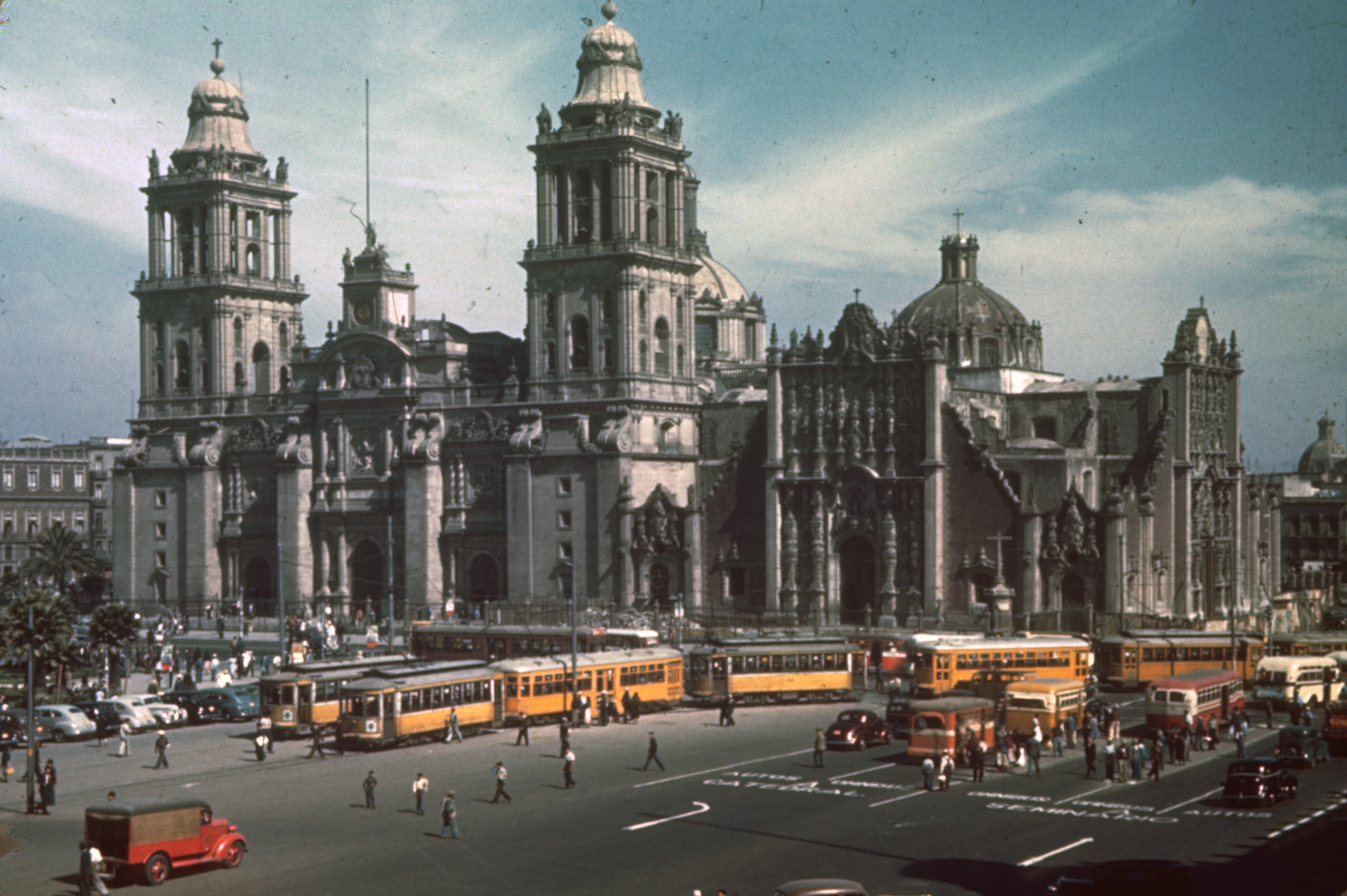
Nhà thờ vào thập niên 1940

Công trình khởi công gặp phải địa hình nhão và bất ổn làm tình hình trở nên phức tạp. Vì vậy, đá Tezontle và đá Chiluca do khối lượng nhẹ được ưa chuộng làm vật liệu xây dựng tại một số khu vực. Năm 1581 bắt đầu dựng tường lên và đến năm 1585, bắt đầu xúc tiến nhà nguyện đầu tiên. Danh tính thợ đá tham gia khi đó là: Juan Arteaga chạm khắc trong nhà nguyện còn các hốc do Hernán García de Villaverde phụ trách, ông cũng xử lý các cột Toral do Martín Casillas điêu khắc. Năm 1615, chiều cao tường đạt một nửa. Năm 1623 bắt đầu nội thất bên trong nơi đặt đồ thánh và khi hoàn thành thì nhà thờ cũ ban đầu bị phá bỏ. Vị trí phòng họp ngày nay chính là nơi diễn ra thánh lễ sau khi dỡ bỏ hoàn toàn nhà thờ đầu tiên. Ngày 21 tháng 9 năm 1629, thành phố phải hứng chịu trận lụt nên công trình tạm thời gián đoạn, nước dâng cao tới hai mét, gây hư hại quảng trường chính (nay là Plaza del Zócalo) và các khu vực khác. Do thiệt hại, một dự án xây nhà thời mới bắt đầu ở vùng đồi Tacubaya phía tây thành phố nhưng ý tưởng đó đã bị loại bỏ và công trình tiếp tục tại địa điểm cũ dưới sự chỉ đạo của Juan Gómez de Trasmonte. Nội thất được hoàn thành và cung hiến vào năm 1667.
Ngày 22 tháng 12 năm 1667, Tổng giám mục Marcos Ramírez de Prado y Ovando dâng hiến lần thứ nhì sau khi hoàn thành vòm cuối. Vào thời điểm đó vẫn thiếu tháp chuông, mặt tiền chính và các thành phần khác (bổ sung vào thế kỷ 18), chi phí bỏ ra tương đương với 1.759.000 peso. Khoản tiền này được các vua Tây Ban Nha là Felipe II, Felipe III, Felipe IV và Carlos II đài thọ một phần. Các phần xây thêm nối vào phần trung tâm trong nhiều năm như Chủng viện, Nhà nguyện Animas, các tòa của Nhà hội kiến và Giáo triều.
Năm 1675, hoàn thành phần trung tâm của mặt tiền chính là tác phẩm của kiến trúc sư Cristóbal de Medina Vargas, trong đó có hình ảnh Đức Mẹ lên trời (danh hiệu mà nhà thờ được cung hiến lên) cũng như điêu khắc Giacôbê Tiền và Anrê Tông đồ đang đứng gác hai bên. Khoảng thời gian còn lại trong thế kỷ 17, kiến trúc sư Juan Lozano và Juan Serrano dựng phần thân chính của tháp phía đông. Cổng chính và các cổng phía đông được xây dựng năm 1688 còn cổng phía tây vào năm 1689. Sáu bốt đỡ cấu trúc các cạnh mặt tiền chính và đế đỡ vòm gian giữa cũng được hoàn tất.
Trong thế kỷ 18, không có mấy việc được thực hiện để thúc đẩy nhà thờ cho hoàn thành. Nguyên nhân chính là vì phần bên trong đã có thể sử dụng cho các thánh lễ, không còn quá cấp thiết để bổ sung những gì còn thiếu.
Mặc dù công trình trên thực tế bị đình chỉ nhưng một vài phần bên trong vẫn được tiếp tục khoảng năm 1737 do nhà xây dựng bậc thầy Domingo de Arrieta chỉ đạo. Ông cùng với bậc thầy kiến trúc José Eduardo de Herrera đã tạo ra những khán đài bao quanh khu ca đoàn. Năm 1742, bậc thầy kiến trúc Manuel de Álvarez cùng tự thân chỉ đạo với Herrera về khu vực phía sau ca đoàn do Jerónimo de Balbás trình bày.
Ngày 17 tháng 9 năm 1752, một cây thập tự dài hơn 3 vara (khoảng hơn 2,5 m) được đặt trên nóc tháp đăng lầu. Trên hai mặt khắc lời bài Sanctus Deus và ở giữa là hình ô-van chia bốn đặt tượng sáp Chiên Con trên khung và mặt kia điêu khắc hình Thánh nữ Prisca tỏa hào quang. Thanh ngang thập giá dài 2 vara. Tổng khối lượng nặng 14 arroba (khoảng 161 kg) và được đinh chốt vào nền đá.
Năm 1787, sau cuộc thi chọn lựa giữa José Joaquín García de Torres và Isidro Vicente de Balbás, kiến trúc sư người Mexico José Damián Ortiz de Castro được bổ nhiệm chỉ đạo công trình tháp chuông, mặt tiền chính và mái vòm. Để dựng các tháp chuông, Ortiz de Castro thiết kế nền kết cấu chống động đất hiệu quả; phần thân giữa xuyên thấu và phần cao nhất hình chuông. Ông chỉ đạo dự án cho đến khi qua đời năm 1793. Manuel Tolsá lên thay thế, ông là kiến trúc sư và nhà điêu khắc theo trường phái Tân cổ điển, mới đến Tân Tây Ban Nha năm 1791. Tolsá phụ trách hoàn tất nhà thờ. Ông tái tạo lại mái vòm thấp và không cân xứng, thiết kế lại trên một vòng lớn hơn, trên nền rộng hơn có thể nâng đăng lầu trên mái lên cao hơn nhiều. Phía trên đắp đèn, tượng và thanh ngang chấn song. Ông trang trí mặt tiền với hình tượng ba nhân đức đối thần (đức tin, đức cậy và đức mến).

Ảnh chụp lịch sử của nhà thờ
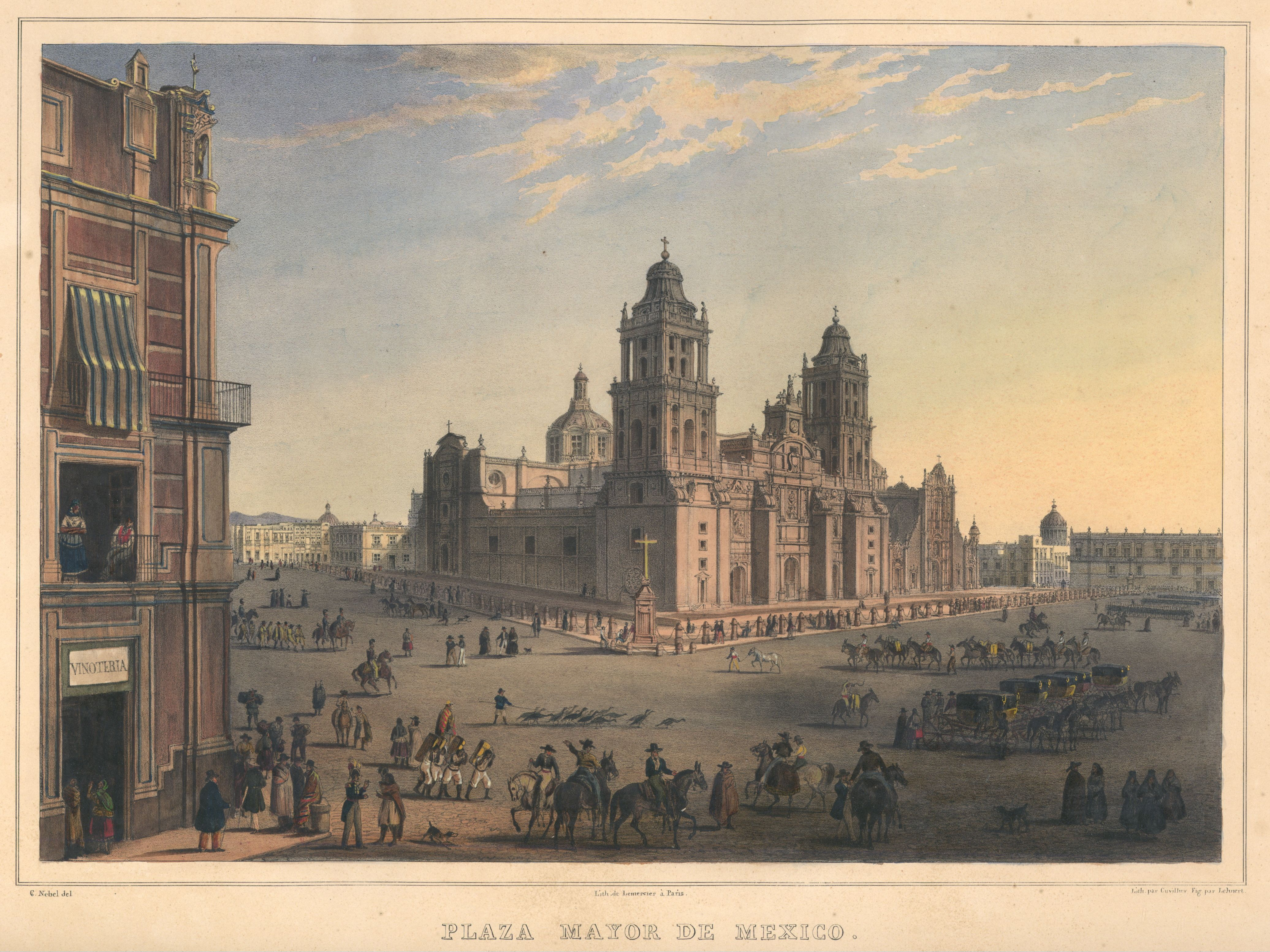
Plaza Mayor de México (nay là Plaza del Zócalo), 1836
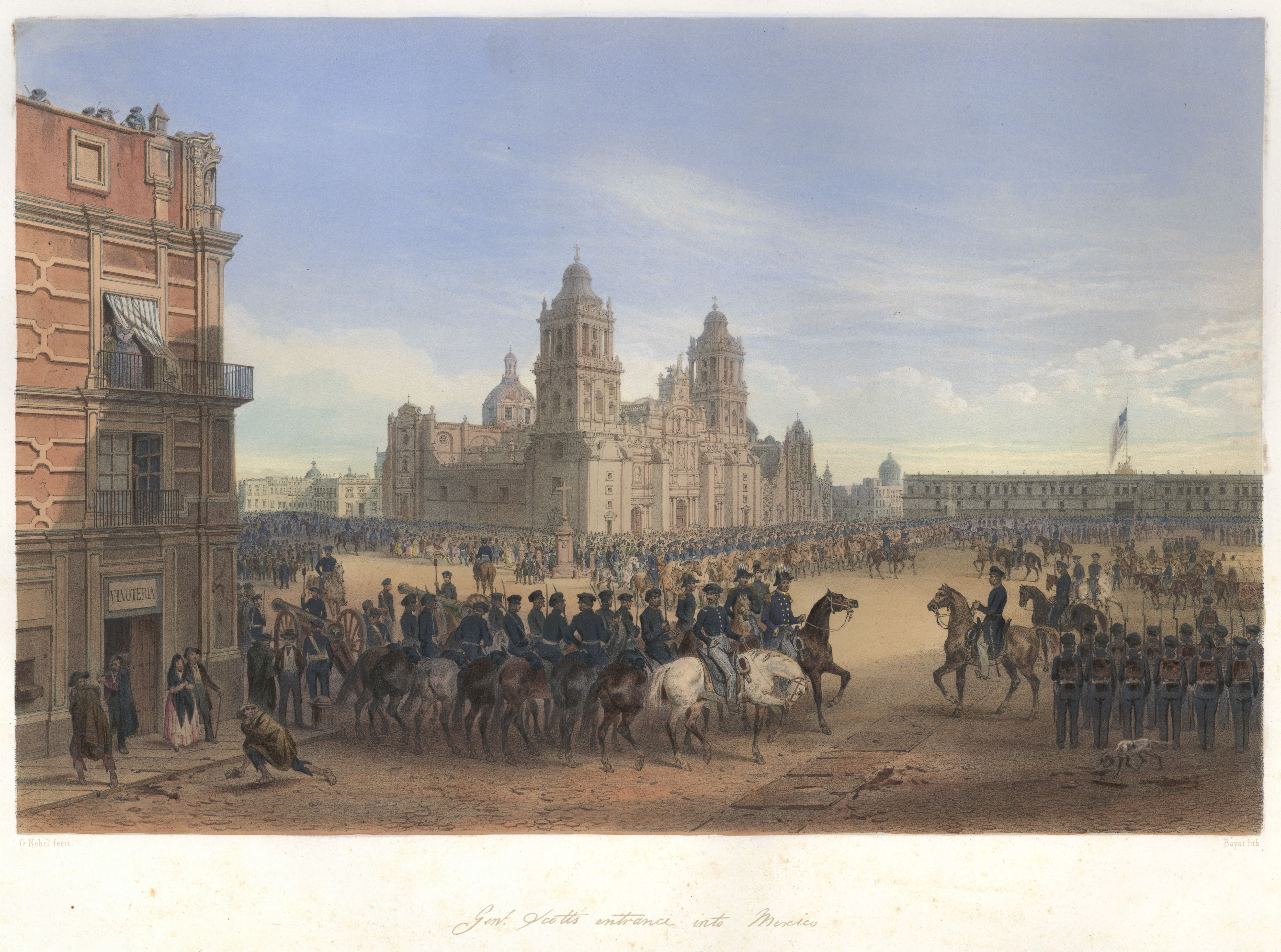
Tướng Scott vào Mexico, 1851
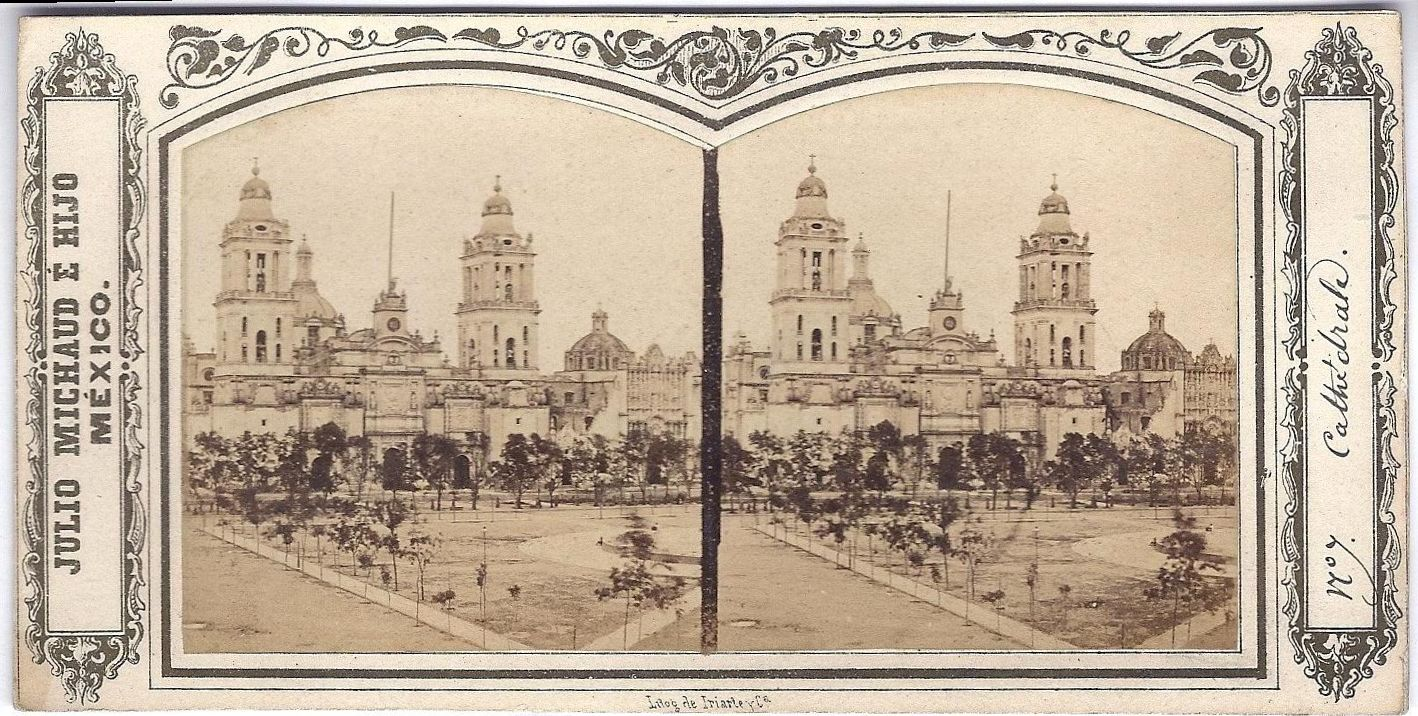
Quang cảnh nhà thờ lớn khoảng thập niên 1860
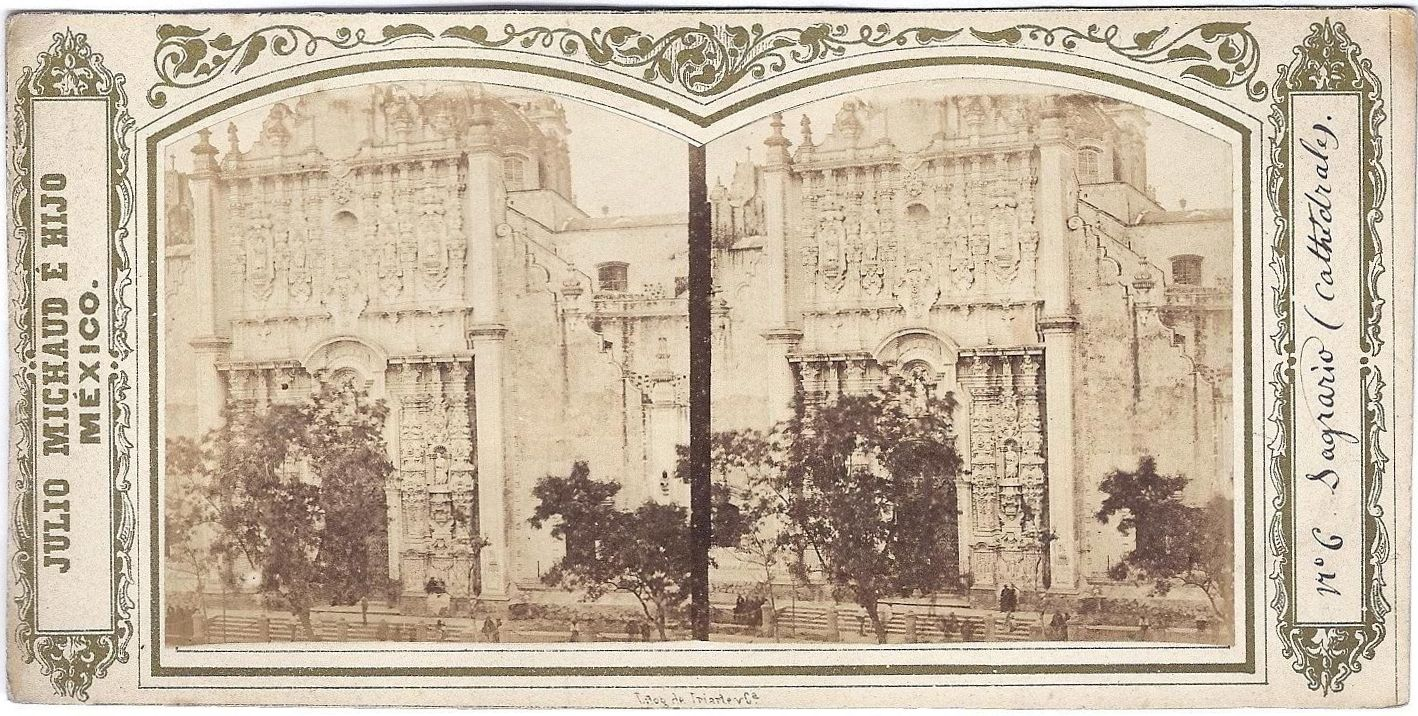
Quang cảnh Nhà hội kiến khoảng năm 1860
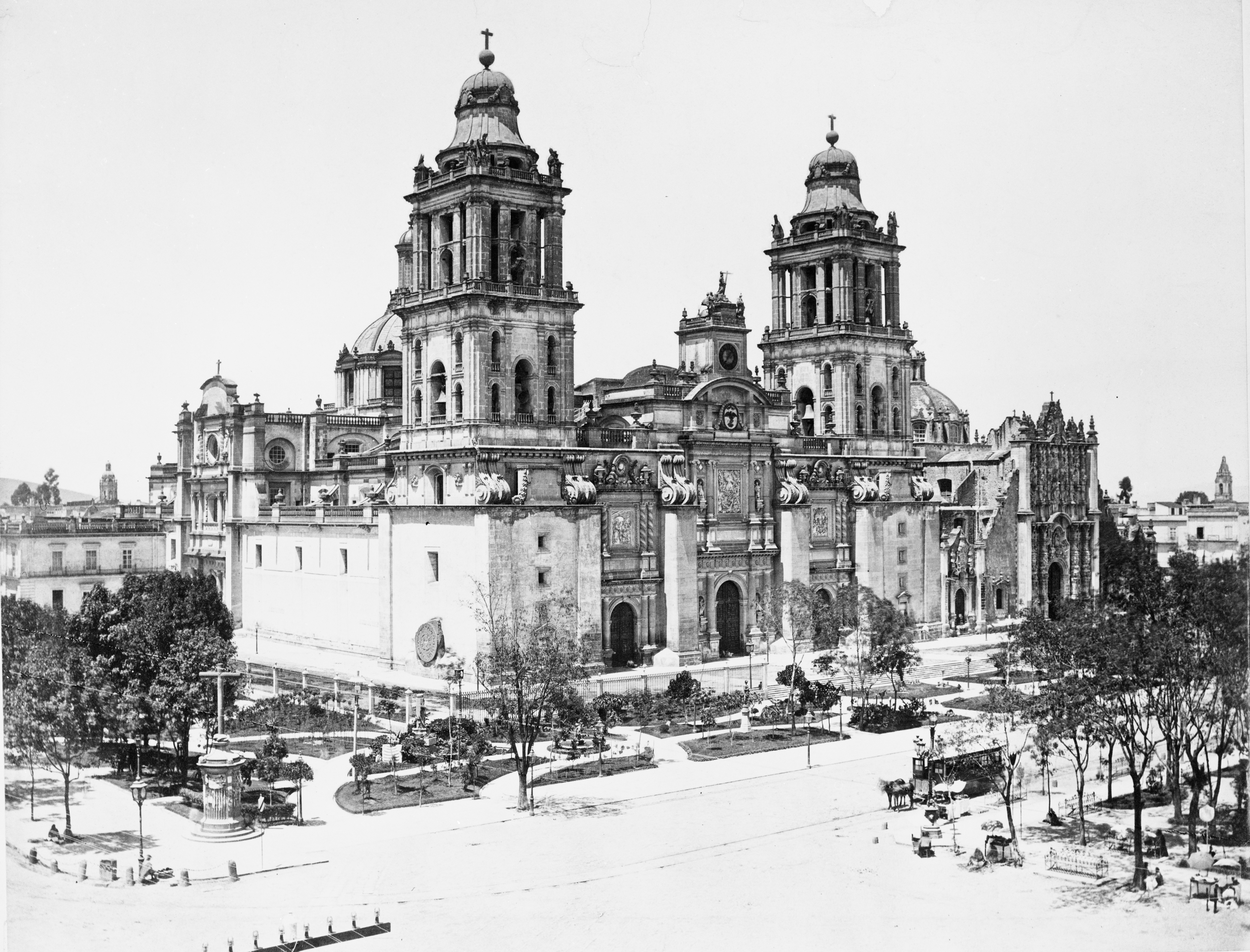
Quang cảnh nhà thờ giữa những năm 1880-1887, khi đá mặt trời Aztec được chuyển đến Museo de la Calle de Moneda

## Ngoại thất

### Mặt tiền và cổng

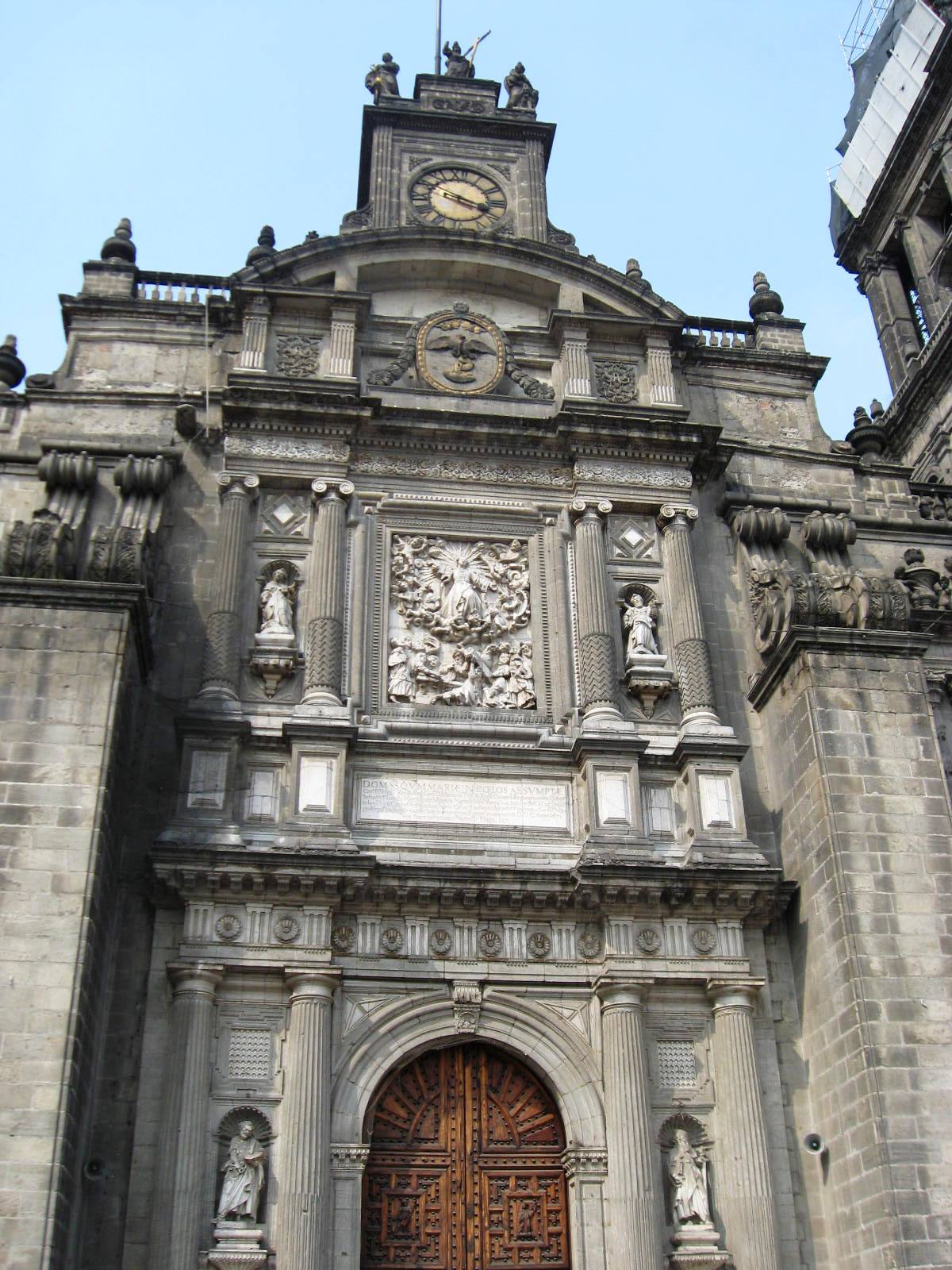
Cổng chính với đồng hồ

Mặt chính nhà thờ quay về hướng Nam. Cổng chính nằm giữa mặt tiền chính và là cổng cao nhất trong ba cổng của nhà thờ. Tượng Thánh Phêrô và Thánh Phaolô đứng giữa các cột trên cổng, còn Thánh Anrê và Thánh Giacơ ngự trên ô cửa phụ. Giữa ô cửa này là bức phù điêu cao về Đức Mẹ Đồng Trinh Maria, thánh bổn mạng của nhà thờ. Hai bên hình ảnh là Thánh Matthêu và Thánh Anrê. Quốc huy México đặt phía trên ngưỡng cửa với đôi cánh đại bàng dang rộng. Có một tháp đồng hồ ở trên cùng của cổng với những bức tượng đại diện cho đức tin, đức cậy và đức mến, do Manuel Tolsá điêu khắc.
Mặt tiền phía tây được xây dựng năm 1688 và tái thiết năm 1804.Cổng gồm ba phần với hình ảnh Tứ Phúc Âm gia. Cổng phía tây có phù điêu cao mô tả Chúa Giêsu trao Chìa khóa Thiên đàng cho Thánh Phêrô.
Mặt tiền phía đông tương tự như mặt tiền phía tây. Phù điêu trên cổng mô tả con tàu chở bốn tông đồ, đứng đầu là Thánh Phêrô. Phù điêu có tên là El barco de la Iglesia navegando por los mares de la Eternidad (Con tàu Giáo hội trên biển vĩnh hằng).
Mặt tiền phía bắc, được xây dựng từ thế kỷ 16 theo phong cách Herrera thời Phục hưng. Đây là phần cổ nhất của nhà thờ, được đặt theo tên kiến trúc sư tu viện Tây Ban Nha El Escorial là Juan de Herrera. Trong khi mặt tiền phía đông và phía tây cổ hơn hầu hết các phần còn lại của tòa nhà, tầng thứ ba trên mặt tiền có các cột Solomon gắn liền với thời kỳ Baroque.
Tất cả các phù điêu cao trên cổng nhà thờ đều được lấy cảm hứng từ tác phẩm của họa sĩ người Flemish Peter Paul Rubens.

### Tháp chuông
Các tháp chuông là tác phẩm của nghệ nhân Xalapa José Damián Ortiz de Castro. Tháp có mái hình chuông bằng đá tezontle phủ đá trắng chiluca. Ortiz de Castro phụ trách việc xây dựng nhà thờ vào nửa sau của thế kỷ 18 cho đến khi đột ngột qua đời. Manuel Tolsá người Valencia, người từng xây dựng các tòa nhà đáng chú ý khác ở thành phố México, được thuê để hoàn thiện nhà thờ. Thời điểm đó đã trải qua hơn 240 năm xây dựng nhà thờ. Ông thêm vào cấu trúc tân cổ điển: đồng hồ, tượng ba nhân đức đối thần, lan can cao xung quanh tòa nhà và mái vòm nổi trên cánh ngang.
Nhà thờ có 25 chuông - 18 quả treo ở tháp chuông phía đông và 7 ở tháp phía tây. Quả chuông lớn nhất được đặt tên Santa Maria de Guadalupe (Thánh nữ Maria Gualalupe) và nặng khoảng 13.000 kilôgam (29.000 lb). Các chuông lớn khác có tên Doña Maria (Đức Bà Maria) nặng 6.900 kilôgam (15.200 lb), và La Ronca (Tiếng rè) vì tiếng chuông không trong. Doña Maria và La Ronca lắp đặt năm 1653 còn quả chuông lớn nhất lên giá sau đó năm 1793.
Tượng ở tháp phía tây là tác phẩm của José Zacarías Cora và đại diện cho Giáo hoàng Grêgôriô VII, Thánh Augustinô, Thánh Leandro thành Sevilla, Thánh Fulgencio thành Caterniga, Thánh Phanxicô Xaviê và Thánh Barbara. Tượng ở tháp phía đông là của Santiago Cristóbal Sandoval mô tả Emilio, Rôsa thành Lima, Dức Mẹ Maria, Thánh Ambrosius, Thánh Giêrônimô, Thánh Felipe de Jesús, Hippôlytô thành Roma và Thánh Isidore Nông gia.
Năm 1947, một người mới tập kéo chuông gặp tai nạn tử vong trong khi định kéo mà lại đứng phía dưới chuông. Quả chuông văng ngược lại đập vào đầu làm người đó chết ngay. Quả chuông sau đó bị "trừng phạt" bằng cách bỏ phần kẹp. Trong những năm tiếp theo, quả chuông này được gọi là la castigada (kẻ bị trừng phạt), hoặc la muda (kẻ câm). Năm 2000, chiếc kẹp được lắp lại vào chuông.
Tháng 10 năm 2007, một hộp thời gian được tìm thấy bên trong đế cầu bằng đá của thập tự ở tháp chuông phía nam. Hộp được đặt vào năm 1742 như để bảo vệ nhà thờ. Hộp chì chứa đầy đồ tạo tác tôn giáo, tiền xu và giấy da, được giấu trong một quả cầu đá rỗng. Quả cầu ghi dấu ngày 14 tháng 5 năm 1791 là ngày đặt viên đá trên cùng của nhà thờ. Một hộp thời gian mới sẽ được đặt trong quả cầu đá khi đóng lại.

### Nhà hội kiến
Nằm ở bên phải nhà thờ chính, Nhà hội kiến tông tòa (tiếng Tây Ban Nha: Sagrario Metropolitano) được Lorenzo Rodríguez xây dựng trong thời kỳ Baroque đỉnh cao khoảng giữa các năm 1749-1760. Nhà hội kiến dùng để lưu trữ tài liệu lưu trữ và chứa lễ phục tổng giám mục. Nó cũng có chức năng là nơi ban Tiệc Thánh và ghi danh giáo dân.

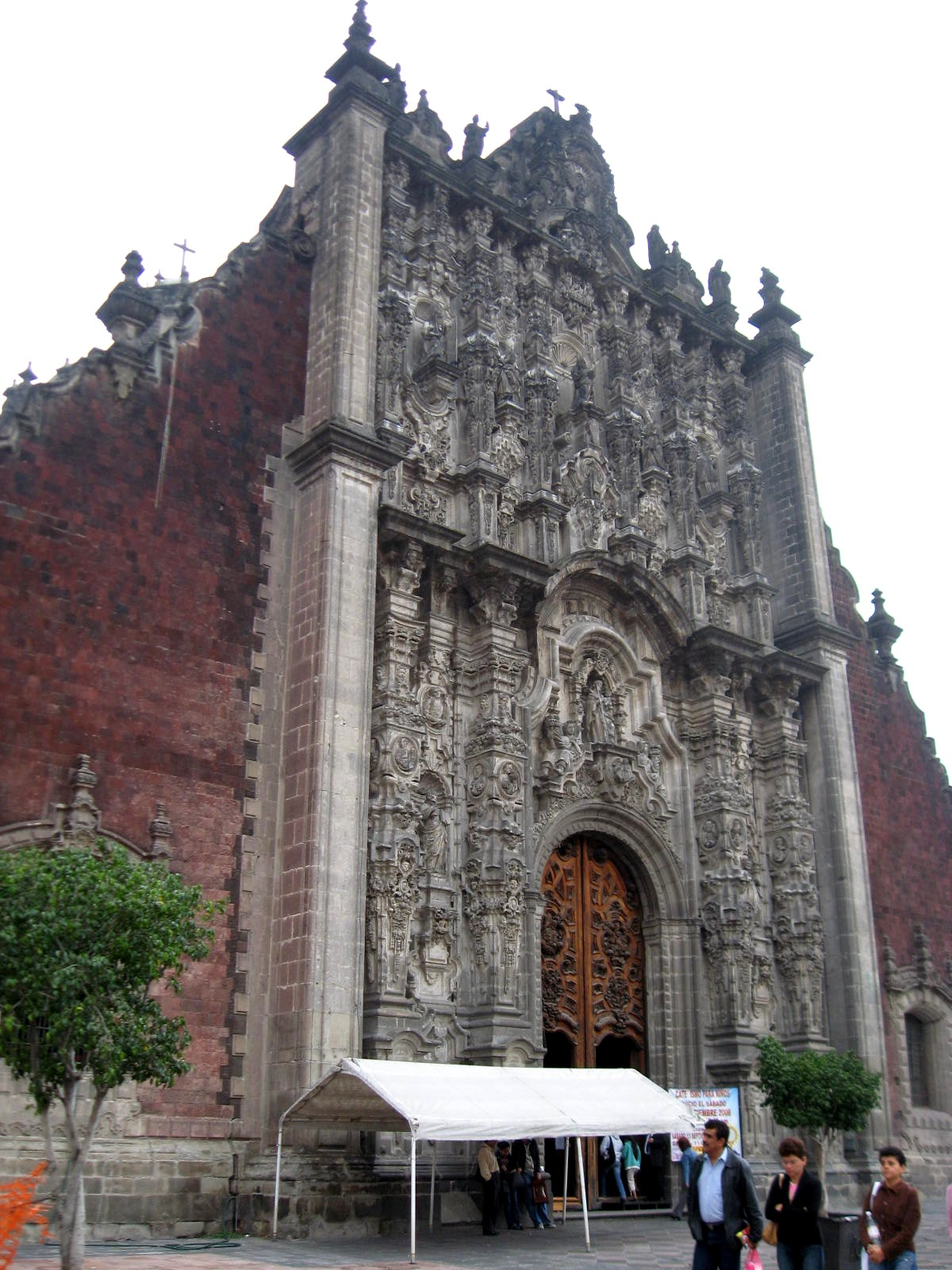
Mặt tiền phía nam của Nhà hội kiến, mở ra phía Zócalo

Trong khuôn viên nhà thờ đầu tiên cũng có Nhà hội kiến nhưng không rõ vị trí chính xác. Trong quá trình xây dựng nhà thờ mới, Nhà hội kiến được đặt ở vị trí nay là Nhà nguyện Isidro và Đức Mẹ Thương Khó Granada. Tuy nhiên, vào thế kỷ 18, cấu trúc này được quyết định tách biệt ra nhưng vẫn kết nối với nhà thờ chính. Nhà hội kiến được xây bằng đá tezontle (một loại đá núi lửa xốp màu đỏ) và đá trắng, tạo hình Thập tự giá Hy Lạp với mặt tiền phía nam quay về phía Zócalo. Nhà hội kiến nối với nhà thờ chính thông qua Nhà nguyện Thánh Isidro.

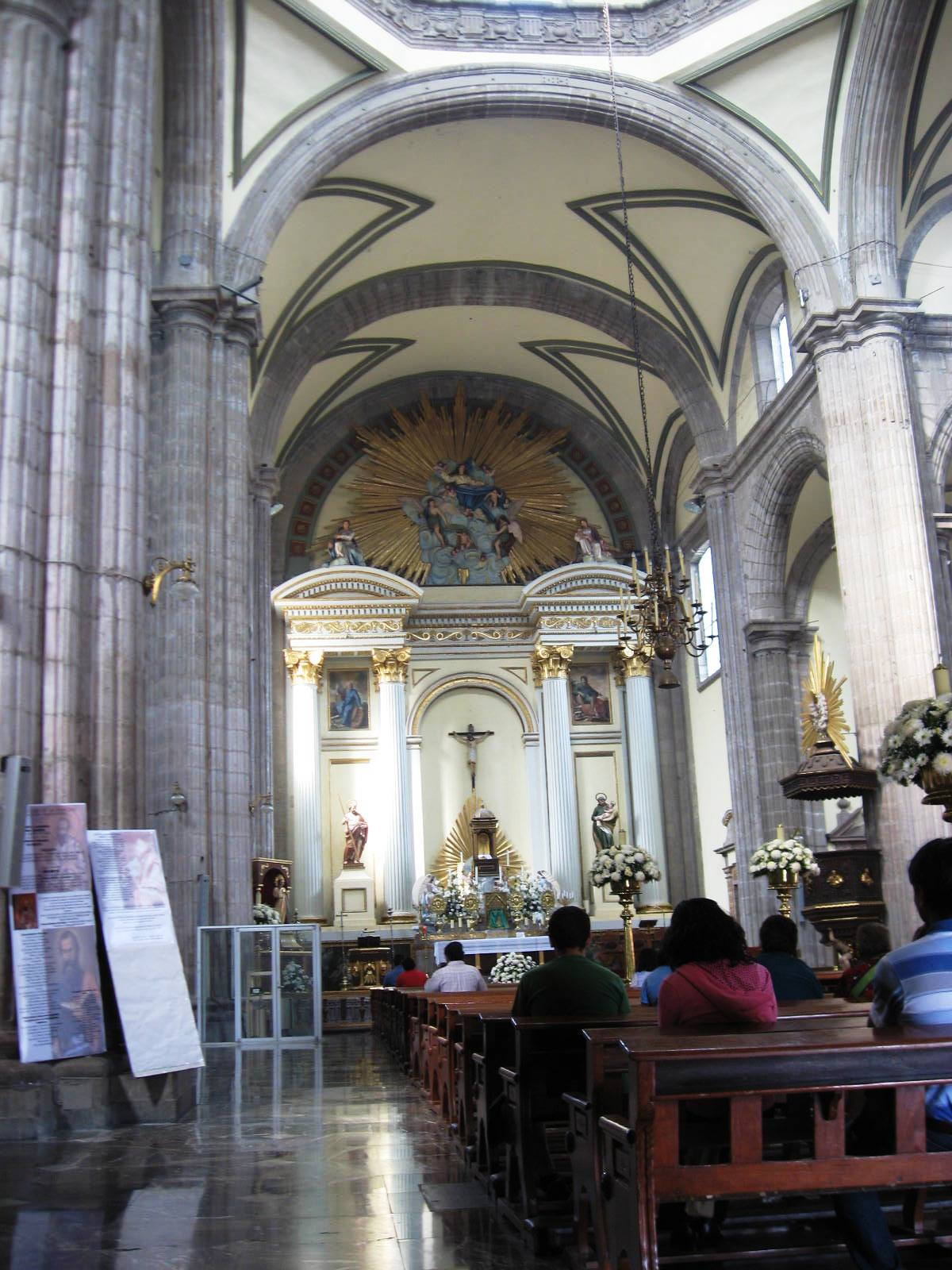
Bàn thờ chính Nhà hội kiến

Bên trong mỗi cánh Nhà hội kiến có công dụng riêng biệt. Ở cánh tây là nơi rửa tội, ở phần bắc là bàn thờ chính, lối vào chính và một khu vực công chứng, được ngăn cách qua bức tường góc bên trong bằng đá chiluca và tenzotle. Đá trắng chiluca phủ bề mặt tường và sàn, còn đá tezontle đóng khung cửa ra vào và cửa sổ. Ở phần cấu trúc giao nhau là mái vòm bát giác được các vòm bao quanh tạo thành những tam giác cong ở đỉnh vòm. Bàn thờ chính mang phong cách Churrigueresque trang trí công phu được nghệ nhân bản địa Pedro Patiño Ixtolinque chế tác. Bàn thờ này khánh thành năm 1829.
Gần như toàn bộ bên ngoài Nhà hội kiến kiểu Baroque được trang trí, như hốc kệ âm tường hình dáng lạ, lớp xếp nổi và nhiều thiên thần cherub. Các trái cây được chạm khắc như nho và lựu có hình dạng của đồ dâng lễ, tượng trưng cho Huyết Chúa Giêsu và Giáo hội. Các trang trí hoa gồm có hồng, cúc và nhiều loại hoa bốn cánh khác nhau, cả loài chalchihuite bản địa.
Nhà hội kiến có hai lối vào bên ngoài chính; một về phía nam đối diện Zócalo và một lối khác hướng về phía đông theo hướng phố Seminario. Mặt tiền phía nam được trang trí phong phú hơn mặt tiền phía đông, mang chủ đề tôn vinh Bí tích Thánh Thể với hình ảnh của các Tông đồ, Giáo phụ, các thánh sáng lập dòng tu, các thánh Tử đạo cũng như các cảnh trong Kinh Thánh. Các phù điêu hình thú xếp cạnh các phù điêu hình người, như hình sư tử dữ tợn hoặc đại bàng trên Quốc huy México. Mặt tiền phía đông ít chi tiết hơn và chứa các hình tượng Cựu Ước cũng như Jan thành Nepomuk hay Ignacio thành Loyola. Các dấu mốc xây dựng Nhà hội kiến cũng được ghi ở đây.

## Nội thất

### Bàn thờ

#### Bàn thờ cao
Bàn thờ cao biến mất vào thập niên 1940. Nhân Năm Thánh 2000, bàn thờ mới được làm thay thế. Công trình này được kiến trúc sư Ernesto Gómez Gallardo xây dựng theo phong cách hiện đại.

#### Bàn thờ Chuộc tội

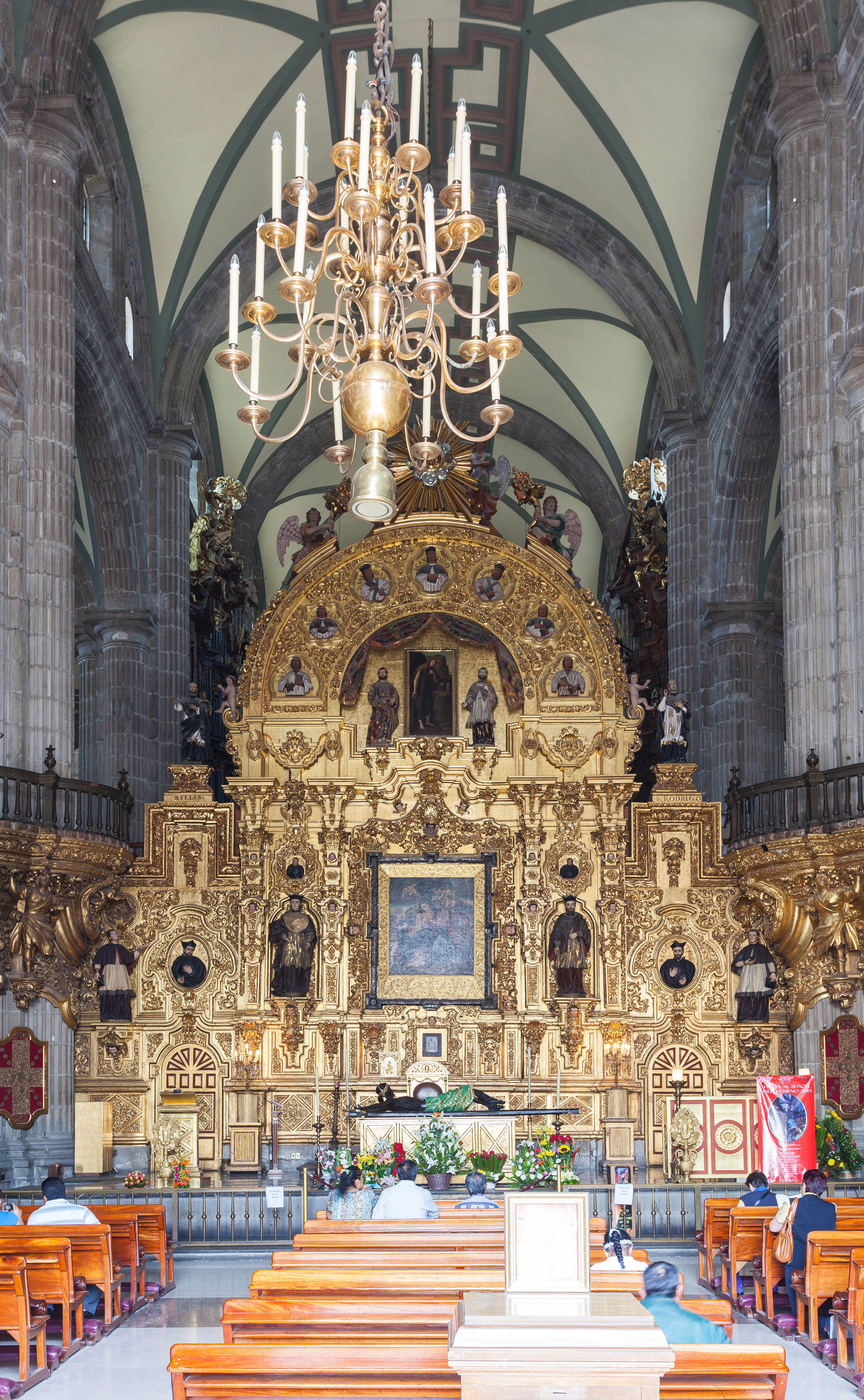
Bàn thờ Chuộc tội

Bàn thờ Chuộc tội (tiếng Tây Ban Nha: Altar del perdón) nằm phía trước gian giữa trung tâm. Đây là mặt nội thất đầu tiên nhìn thấy khi bước vào nhà thờ. Đây là thành quả của kiến trúc sư Tây Ban Nha Jerónimo Balbás, đại diện cho việc sử dụng cột estípite (trụ liền tường hình tam giác đảo ngược) đầu tiên ở châu Mỹ.
Có hai câu chuyện về tên của bàn thờ này. Chuyện thứ nhất kể rằng những người bị Tòa án dị giáo Tây Ban Nha kết án trước khi bị hành quyết đã được đưa lên bàn thờ để cầu xin tha tội khi bước qua thế giới bên kia. Chuyện thứ hai liên quan đến họa sĩ Simon Pereyns, dù đã tạo ra nhiều họa phẩm trong thánh đường nhưng bị buộc tội báng bổ phạm thượng. Chuyện kể lại Pereyns khi còn trong ngục đã vẽ một bức tranh về Đức Trinh Nữ Maria đẹp đến nỗi được miễn tội.
Bàn thờ này bị hỏa hoạn làm hỏng vào tháng 1 năm 1967 nhưng được khôi phục hoàn toàn.

#### Bàn thờ Vua

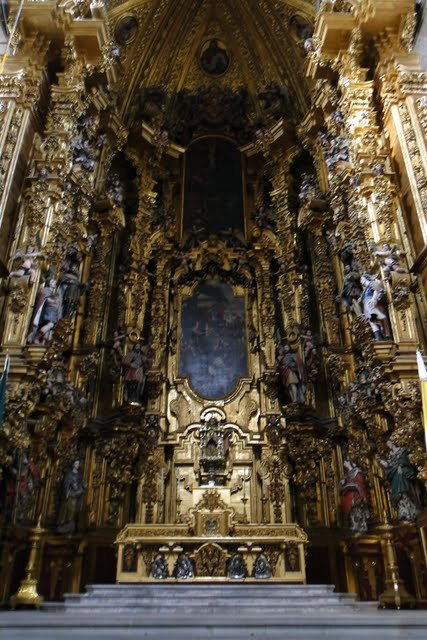
Bàn thờ Vua

Bàn thờ Vua (tiếng Tây Ban Nha: Altar de los Reyes) cũng là tác phẩm của Jerónimo Balbás, theo trường phái Baroque hoặc Churrigueresque của México. Balbás bắt đầu dựng vào năm 1718 bằng gỗ tuyết tùng, Francico Martínez mạ phủ và hoàn thiện, ra mắt vào năm 1737. Bàn thờ nằm phía sau nhà thờ, trên Bàn thờ Chuộc tội và khu ca đoàn. Bàn thờ này rộng 13,75 mét (45,1 ft), cao 25 mét (82 ft) và sâu 7,5 mét (25 ft). Kích cỡ và độ sâu bàn thờ kéo theo biệt danh la cueva dorada ("hang vàng").
Tên này lấy từ những bức tượng hoàng gia thánh thiện trang trí trên bàn thờ, là tác phẩm lâu đời nhất theo phong cách Churrigueresque ở México, mất 19 năm để hoàn thành. Ở dưới cùng, từ trái sang phải là sáu nữ thánh hoàng gia: Thánh Margaret xứ Scotland, Thánh Helena thành Constantinople, Thánh Elisabeth nước Hungary, Thánh Isabel của Aragón, Nữ hoàng Cunegunda và Edith xứ Wilton. Ở giữa bàn thờ là sáu vị vua được phong thánh, bốn trong số đó là: Hermenegild thánh tử đạo Visigoth, Hoàng đế La Mã Thần thánh Heinrich II, Edward Người Tuyên xưng Đức tin và Casimir vương quốc Ba Lan. Phía trên là Thánh Louis nước Pháp và Fernando III của Castilla. Ở giữa các vua này, bức tranh sơn dầu về Adoración de los Reyes (Ba vua tôn thờ) của Juan Rodríguez Juárez mô tả Chúa Giêsu là Vua trên muôn vua. Phần trên cùng là bức vẽ Đức Mẹ Maria lên trời như một nữ hoàng thượng giới với các phù điêu hình bầu dục. Một phù điêu mô tả Thánh Giuse bế hài nhi Giêsu và bức còn lại là Thánh Têrêsa thành Ávila cầm bút lông trên tay được Chúa Thánh Thần ngự vào soi dẫn để viết. Phái trên là hình ảnh Chúa Giêsu và Đức Mẹ Maria ngự giữa các điêu khắc thiên thần đội vương miện hình ảnh Chúa Cha.
Bàn thờ này đã được trùng tu từ năm 2003.

### Nơi để đồ thánh
Cửa Herrera mở vào nơi để đồ thánh là phần cổ nhất trong nhà thờ. Nơi này pha trộn giữa phong cách Phục hưng và Gothic.
Trên tường có bức họa lớn của Cristóbal de Villalpando như La aparición de San Miguel (Sự hiện diện của Thánh Michael), El Triunfo De La Iglesia (Chiến thắng của thánh thể), La Iglesia Militante y la Iglesia Triunfante (Đạo binh giáo hội và khải hoàn) và La Mujer del Apocalipsis (Đức Trinh nữ Khải Huyền). Bức La Mujer del Apocalipsis mô tả khải tượng của Gioan đảo Patmos. Ở đây cũng có hai bức tranh sơn dầu khác của Juan Correa là La Entrada Triunfal de Cristo a Jerusalén (Đức Kitô khải hoàn vào Jerusalem) và La Asunción y coronación de la Virgen (Đức Trinh Nữ lên trời và đăng quang). Một bức tranh nữa được cho là của Bartolomé Esteban Murillo cũng được treo tại đây.
Trên bức tường phía bắc có một ngách đặt tượng hình Đức Kitô chịu khổ hình tạc bằng ngà voi. Đằng sau đó là tranh tường khác của Juan Diego vẽ Đức Mẹ Guadalupe. Nơi đặt đồ thánh từng cất giữ chiếc áo choàng của Juan Diego, trên đó hiện hình Đức Trinh Nữ. Nhưng sau trận lụt lớn năm 1629, chiếc áo được đưa ra khỏi nơi này để bảo quản tốt hơn.

### Nhà nguyện
Mười sáu nhà nguyện trong nhà thờ từng được giao cho mỗi giáo đoàn riêng biệt quản lý. Mỗi nhà nguyện cũng được cung hiến cho mỗi vị thánh. Mỗi gian hai bên chứa bảy nhà nguyện. Hai nhà nguyện còn lại được xây sau ở phía đông và tây nhà thờ và không được mở cho công chúng. Dưới đây là danh sách mười bốn nhà nguyện ở các gian đông và tây. Bảy nhà nguyện đầu tiên nằm ở gian đông, được liệt kê theo chiều từ bắc đến nam. Bảy nhà nguyện tiếp theo thì ở gian tây.

#### Nhà nguyện Đức Mẹ Thương Khó Granada

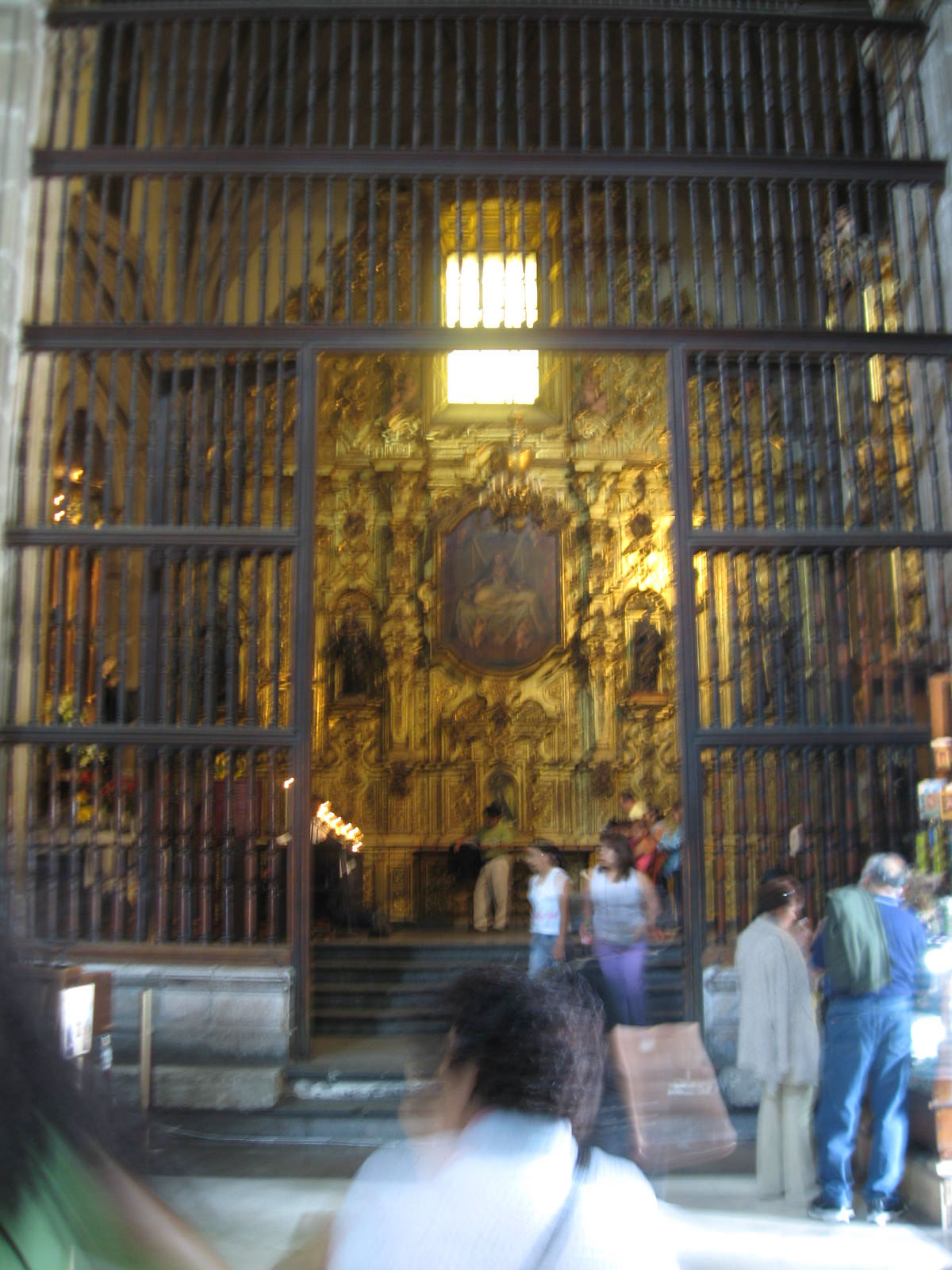
Nhà nguyện Đức Mẹ Thương Khó Granada

Nhà nguyện Đức Mẹ Thương Khó Granada (tiếng Tây Ban Nha: Capilla de Nuestra Señora de las Angustias de Granada) được xây dựng vào nửa đầu thế kỷ 17, ban đầu dùng làm nơi đặt đồ thánh. Đây là một nhà nguyện trung cổ với mái vòm có gân và hai bàn thờ tương đối đơn giản. Bàn thờ hẹp chứa bức tranh hình bầu dục vẽ Thiên thần Raphael và Tobias trẻ tuổi được cho là của họa sĩ Flemish Maerten de Vos hồi thế kỷ 16. Trên nóc bàn thờ này là họa phẩm Đức Mẹ núi Camêlô và phía trên là bức Bữa Tiệc Ly. Phía sau nhà nguyện là một bức tranh theo phong cách Churrigueresque về Đức Mẹ Thương Khó Granada.

#### Nhà nguyện Thánh Isidro
Nhà nguyện Thánh Isidro (tiếng Tây Ban Nha: Capilla de San Isidro) ban đầu được xây dựng như một nhà phụ khoảng giữa năm 1624 đến năm 1627 và từng được dùng làm nơi rửa tội. Vòm nhà nguyện có đắp thạch cao đại diện cho Đức tin, Hy vọng, Bác ái và Công lý, được coi là những giá trị cơ bản của Công giáo La Mã. Sau khi hoàn thành Nhà hội kiến, nơi này được chuyển thành nhà nguyện và cửa cũng được làm lại theo phong cách Churrigueresque.

#### Nhà nguyện Đức Mẹ Vô Nhiễm Nguyên Tội

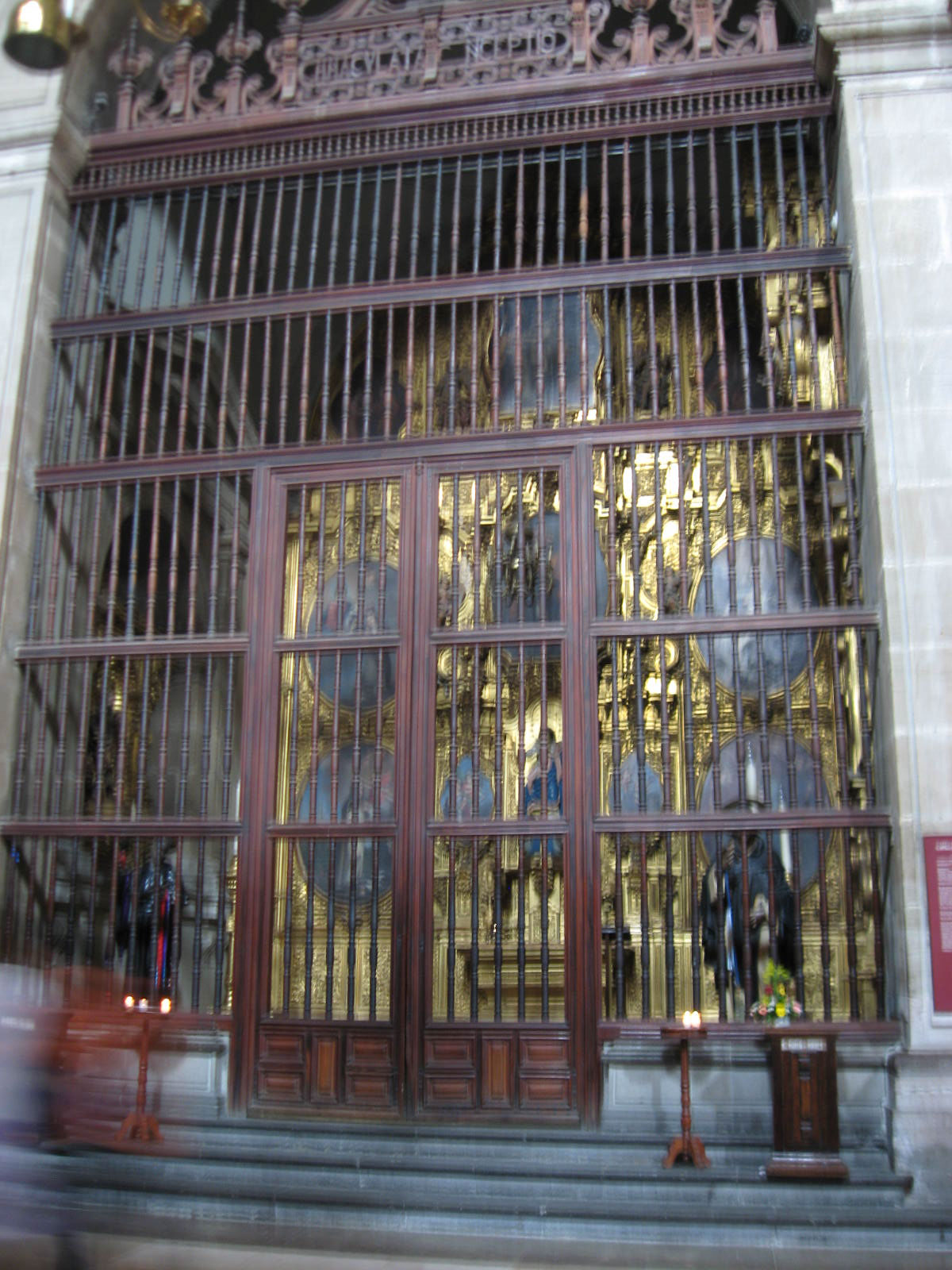
Nhà nguyện Đức Mẹ Vô Nhiễm Nguyên Tội

Nhà nguyện Đức Mẹ Vô Nhiễm Nguyên Tội (tiếng Tây Ban Nha: Capilla de la Inmaculada Concepción) được xây dựng từ năm 1642 đến năm 1648. Nhà nguyện có một bàn thờ kiểu Churrigueresque, khả năng lớn là từ thế kỷ 18 do thiếu cột. Bàn thờ được đóng khung và hàn ghép thay vì sử dụng cột. Trên đó đặt một bức họa vẽ Đức Mẹ Vô Nhiễm Nguyên Tội. Xung quanh bàn thờ là các bức tranh của José de Ibarra liên quan đến Sự khổ nạn của Đức Kitô và các thánh khác. Nhà nguyện cũng có tranh sơn dầu vẽ Thánh Cristóbal của Simon Pereyns năm 1588, và bức Flagelación (Đòn roi) của Baltasar de Echave Orio năm 1618. Bàn thờ cánh phải  cũng thờ Đức Mẹ Vô Nhiễm Nguyên Tội do Viện Thánh Phêrô và Phaolô cung hiến. Nhà nguyện này giữ hài cốt của tu sĩ Dòng Phan Sinh Antonio Margil de Jesús, người tin Chúa khi được nghe truyền giảng trong khu vực nay là phía bắc México.

#### Nhà nguyện Đức Mẹ Guadalupe
Nhà nguyện Đức Mẹ Guadalupe (tiếng Tây Ban Nha: Capilla de Nuestra Señora de Guadalupe) được xây dựng vào năm 1660. Đây là nơi rửa tội đầu tiên của nhà thờ và trong một thời gian dài là địa điểm của hội Hermandad del Santísimo Sacramento (Huynh đệ Cực Thánh), tổ chức có nhiều người đóng góp cho nhà thờ. Nhà nguyện được trang trí theo phong cách tân cổ điển thế kỷ 19 của giám đốc Học viện San Carlos kiến trúc sư Antonio Gonzalez Vazquez. Bàn thờ chính dành riêng cho Đức Mẹ Guadalupe và các bàn thờ hai bên lần lượt dâng cho Gioan Baotixita và Thánh Luis Gonzaga.

#### Nhà nguyện Đức Mẹ Antigua

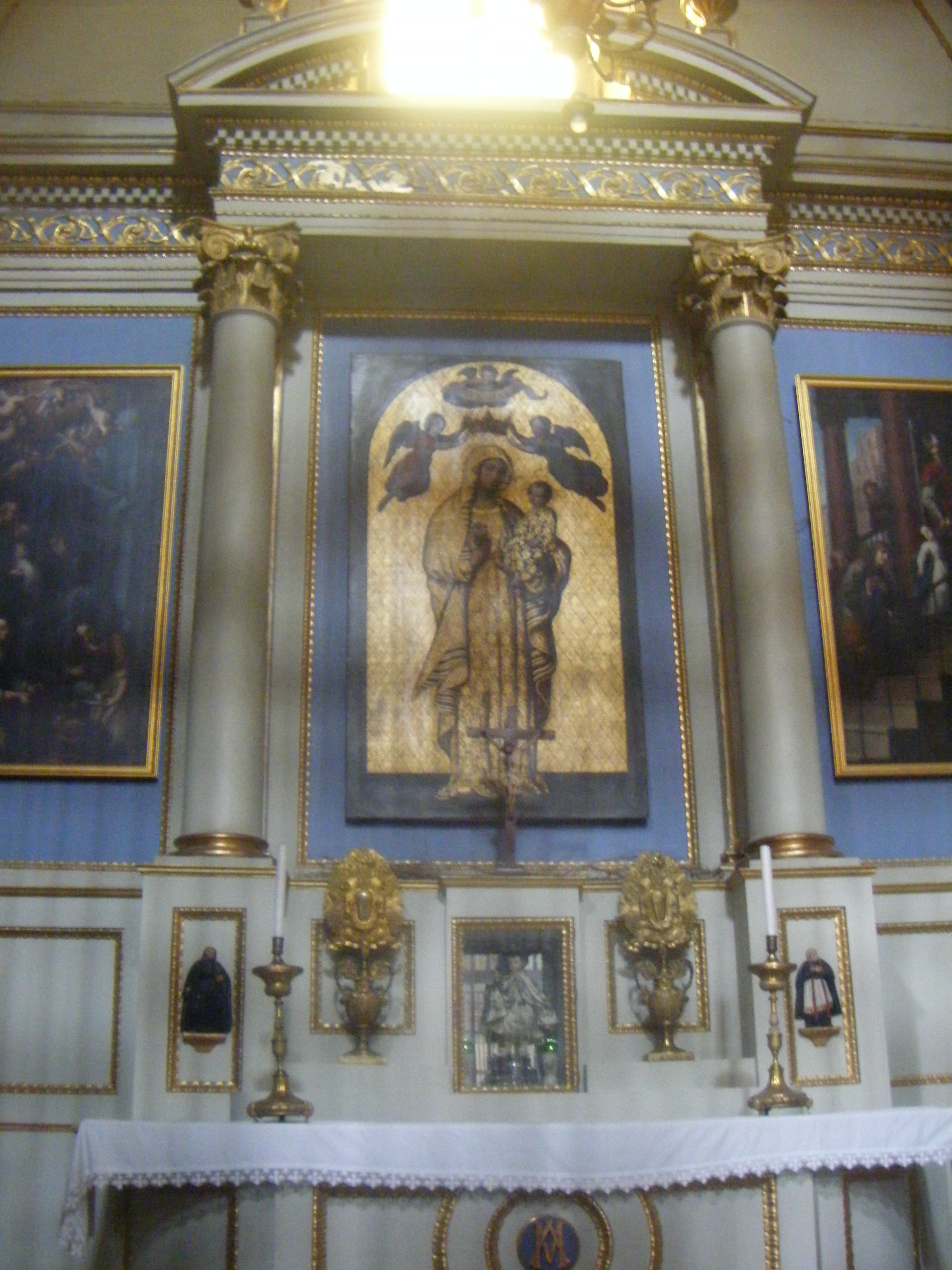
Đức Mẹ Antigua

Nhà nguyện Đức Mẹ Antigua (tiếng Tây Ban Nha: Capilla de Nuestra Señora de La Antigua) được xây dựng từ năm 1653 đến năm 1660 do một nhóm huynh đệ nghệ sĩ vĩ cầm và đại phong cầm tài trợ, nhằm thúc đẩy lòng sùng kính đối với Đức Mẹ Đồng Trinh. Trên bàn thờ có bức họa Đức Mẹ, đây là bản sao bức tranh gốc tại Nhà thờ chính tòa Sevilla do một thương gia mang đến Tân Tây Ban Nha. Hai bức tranh khác mô tả sự giáng sinh và hiện thấy của Đức Mẹ do Nicolás Rodriguez Juárez vẽ.

#### Nhà nguyện Thánh Phêrô
Nhà nguyện Thánh Phêrô (tiếng Tây Ban Nha: Capilla de San Pedro) được xây dựng từ năm 1615 đến năm 1620. Nhà nguyện có ba bàn thờ đặc trưng kiểu Baroque thế kỷ 17. Bàn thờ phía sau dâng cho Thánh Phêrô, đây cũng chính là chủ đề điêu khắc chính trên bàn thờ. Bao quanh bàn thờ là các bức họa của Baltasar de Echave Orio đầu thế kỷ 17 khắc họa cuộc đời Thánh Phêrô. Cánh phải là bàn thờ Thánh Gia với hai bức tranh của Juan de Aguilera thành Firenze là Thánh Gia trong xưởng mộc của Thánh Giusê và Sự ra đời của Đấng Cứu Thế. Cánh trái là bàn thờ dâng cho Thánh Têrêsa thành Lisieux, hình ảnh ngài cũng được vẽ trên cửa sổ nhà nguyện. Bàn thờ này cũng có bốn bức tranh trên tấm kim loại mô tả các cảnh Chúa Giêsu giáng sinh. Năm bức tranh sơn dầu là cảnh minh họa cuộc đời Thánh Têrêsa, phía trên lại là tranh bán nguyệt về Lễ đăng quang của Đức Mẹ Maria. Tất cả những tác phẩm này đều của Baltasar de Echave y Rioja thế kỷ 17.
Nhà nguyện này là nơi đặt Niño Cautivo (Đứa trẻ giam hãm), một biểu tượng Chúa Hài Đồng từ Tây Ban Nha chuyển đến México. Hình tượng này được Juan Martínez Montañez điêu khắc vào thế kỷ 16 tại Tây Ban Nha rồi nhà thờ mua lại. Tuy nhiên, trên hành trình đến Veracruz, hải tặc tấn công cướp phá thuyền và lấy đi hình tượng. Một khoản tiền chuộc lớn phải trả cho cướp biển để lấy lại. Ngày nay, hình tượng được đặt trong Nhà nguyện Thánh Phêrô hoặc tại De las Beliequias. Theo truyền thống, những người đang muốn thoát khỏi áp chế hoặc cạm bẫy sẽ thỉnh cầu trước hình tượng, đặc biệt về các vấn đề tài chính hoặc nghiện ma túy hay nghiện rượu. Tục sùng bái Niño Cautivo bị Viện Nhân chủng học và Lịch sử Quốc gia INAH (Instituto Nacional de Antropología e Historia) coi là "không còn hoạt động". Tuy nhiên, hình tượng đặc biệt này tái xuất từ năm 2000 để ai cần cầu xin khi có người nhà bị bắt cóc đòi tiền chuộc.

#### Nhà nguyện Đức Kitô và Thánh tích

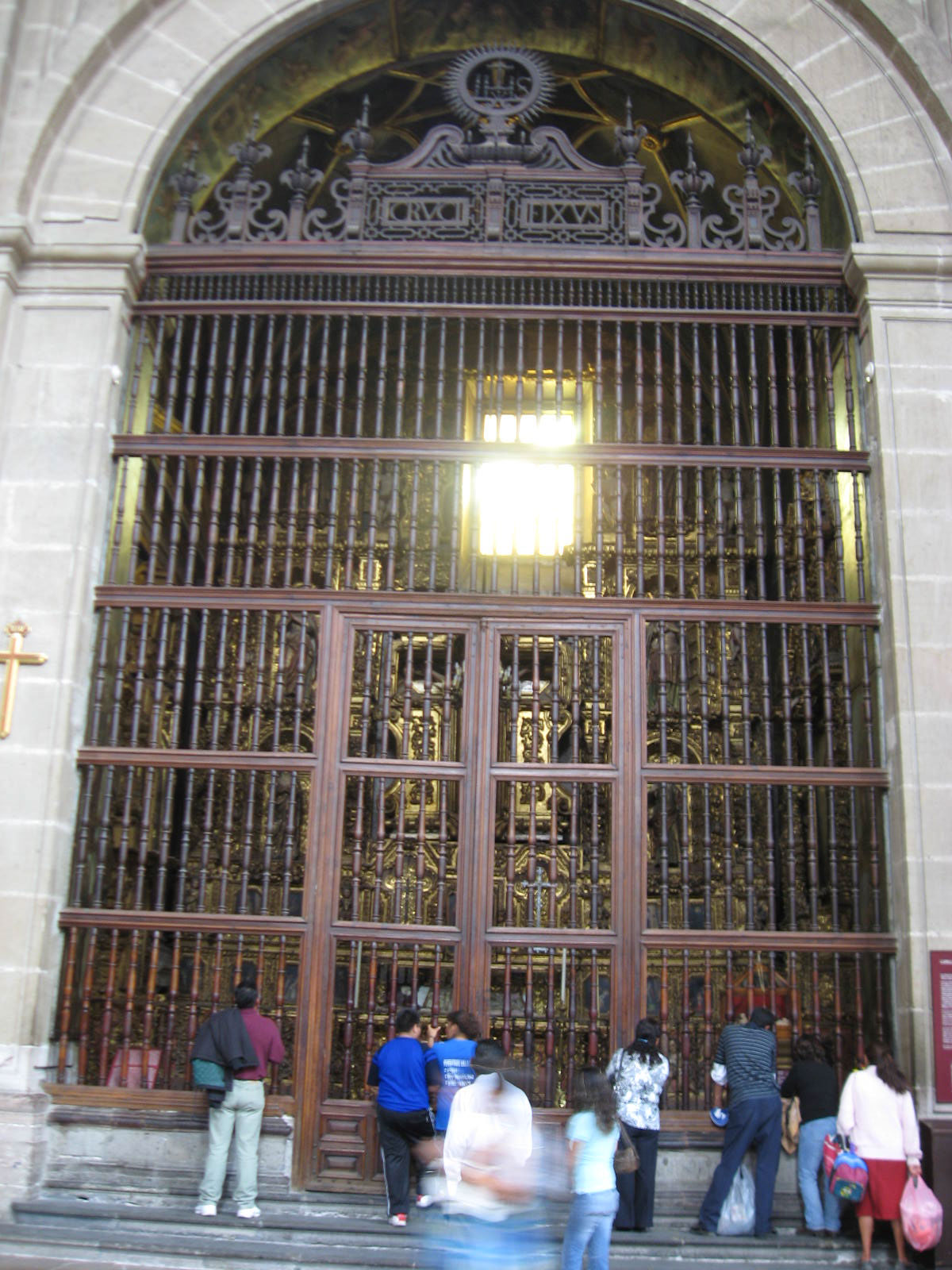
Nhà nguyện Đức Kitô và Thánh tích

Nhà nguyện Đức Kitô và Thánh tích (tiếng Tây Ban Nha: Capilla del Santo Cristo y de las Reliquias) được xây dựng năm 1615 và được thiết kế với các chi tiết cực kỳ Baroque thường khó nhìn thấy trong nội thất thiếu ánh sáng. Ban đầu nhà nguyện có tên Santo Cristo de los Conquistadores xuất phát từ một hình ảnh Đức Kitô được cho là do Hoàng đế Karl V tặng nhà thờ. Theo thời gian, rất nhiều Thánh tích được để lại trên bàn thờ chính, nhà nguyện cũng đổi tên theo đó. Như cách trang trí thế kỷ 17, bàn thờ chính xen kẽ giữa các hình chạm khắc mẫu lá và đầu nhỏ phong phú trên các cột ở phần chính và điêu khắc các thiên thần nhỏ trên cột telamon ở phần phụ. Các hốc nhà nguyện là tượng điêu khắc các thánh làm thành khung chính. Cây thập tự có từ thế kỷ 17. Nền bậc bàn thờ phía cuối là các tượng điêu khắc thiên thần cũng như các tranh nhỏ vẽ thánh tử đạo của Juan de Herrera. Đằng sau các bức tranh này là những ngăn ẩn chứa một số di vật thánh tích còn sót lại ở đây. Bức tranh chính trong nhà nguyện do Jose de Ibarra vẽ năm 1737. Bao quanh bàn thờ là một loạt tranh trên vải mô tả cuộc Khổ nạn của Đức Kitô của Jose Villegas vào thế kỷ 17. Trên bức tường cánh phải, một bàn thờ dâng cho Đức Trinh Nữ Tín Nhiệm được trang trí bằng nhiều bức tượng nhỏ theo phong cách Churrigueresque đặt trong các hốc, trên cột và các chi tiết trên cùng.

#### Nhà nguyện Thiên thần
Nhà nguyện Thiên thần (tiếng Tây Ban Nha: Capilla de los Ángeles) được hoàn thành vào năm 1665 với bàn thờ Baroque trang trí bằng cột Solomon. Nhà nguyện dâng cho Tổng lãnh thiên thần Micae được khắc họa như một hiệp sĩ trung cổ. Nhà nguyện có một bàn thờ chính lớn với hai bàn thờ nhỏ hơn đều được Juan Correa trang trí. Bàn thờ chính dâng cho bảy tổng lãnh thiên thần dưới dạng điêu khắc vây quanh hình ảnh của Thánh Giusê, Mẹ Maria và Chúa Kitô. Phía trên hình ảnh này là Chúa Thánh Thần và Chúa Cha. Bàn thờ cánh trái có thiết kế tương tự và dâng cho Thiên thần Hộ mệnh, tác phẩm điêu khắc chính được các bức tranh sắp xếp bao quanh theo phẩm trật các thiên thần. Ở bên trái bàn thờ mô tả cảnh Thánh Phêrô được thả khỏi ngục, còn bên phải là Saul (về sau trở thành Thánh Phaolô) bị hất khỏi ngựa, do Juan Correa vẽ năm 1714. Bàn thờ cánh phải phải dâng cho Thiên thần Hộ mệnh México.

#### Nhà nguyện Thánh Cosme và Thánh Damián
Nhà nguyện Thánh Cosme và Thánh Damián (tiếng Tây Ban Nha: Capilla de San Cosme y San Damián) dâng cho hai vị thánh thường được cầu khẩn trong thời kỳ Tân Tây Ban Nha gặp nhiều dịch bệnh do Đội quân viễn chinh mang tới. Bàn thờ chính theo trường phái Baroque, có thể được dựng vào thế kỷ 17. Các bức tranh sơn dầu trên gỗ vẽ cảnh những vị thánh y khoa, tác giả được cho là họa sĩ Sebastian Lopez Davalos vào nửa sau thế kỷ 17. Nhà nguyện có một bàn thờ nhỏ chuyển đến từ nhà thờ Phan Sinh ở Zinacantepec, phía tây Thành phố México. Bàn thờ này kính dâng cho Sự giáng sinh của Chúa Giêsu.

#### Nhà nguyện Thánh Giuse

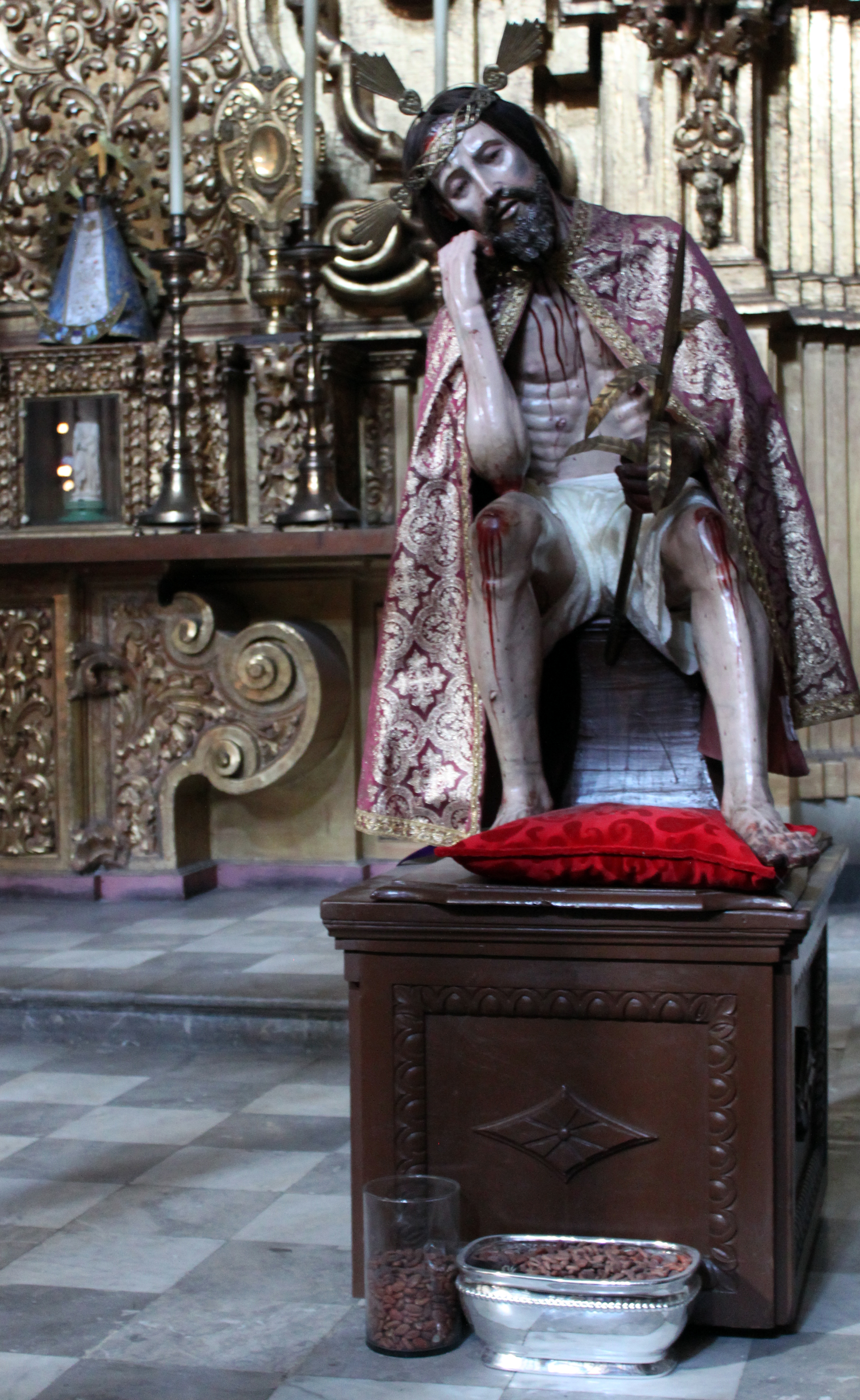
Chúa hạt cacao

Nhà nguyện Thánh Giuse (tiếng Tây Ban Nha: Capilla de San José), được xây dựng từ năm 1653 đến năm 1660, đặt hình tượng Chúa hạt cacao là hình ảnh Đức Kitô rất có thể từ thế kỷ 16. Tên này bắt nguồn từ việc tín hữu bản địa thời đó lấy hạt cacao để dâng hiến. Mang phong cách Churrigueresque và đặt một bức tượng graffito Thánh Giuse bảo trợ cho Tân Tây Ban Nha, bàn thờ chính theo trường phái Baroque từ thế kỷ 18. Bàn thờ này từng đặt trong Nhà thờ Đức Mẹ Monserrat. Bàn thờ này xếp tượng và tủ đựng tượng bán thân các Tông đồ nhưng không có bức tranh nào.

#### Nhà nguyện Đức Mẹ Cô Đơn

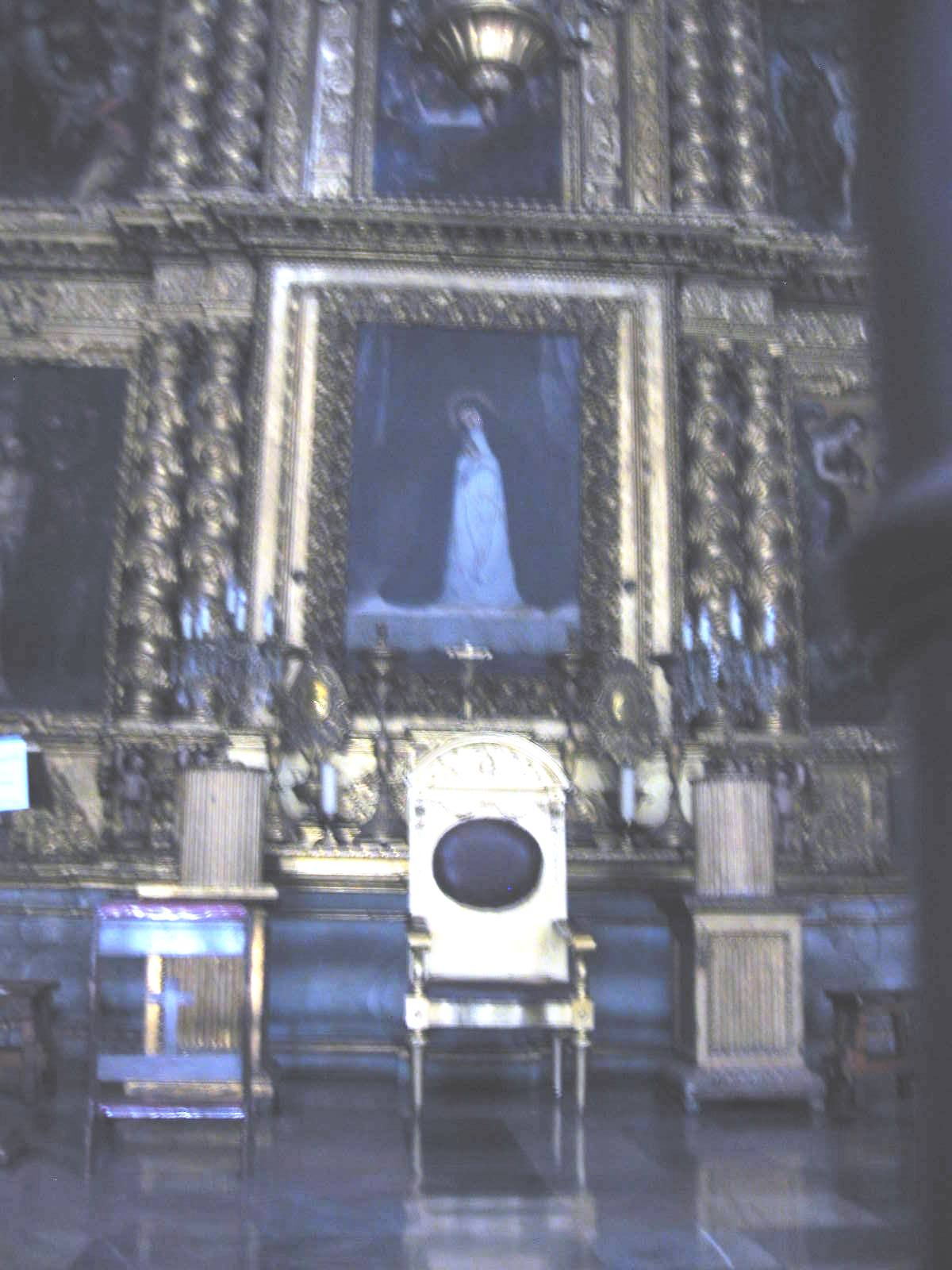
Hình ảnh Đức Mẹ Cô Đơn

Nhà nguyện Đức Mẹ Cô Đơn (tiếng Tây Ban Nha: Capilla de Nuestra Señora de la Soledad) ban đầu lập ra để vinh danh những thợ xây dựng nhà thờ. Nhà nguyện gồm ba bàn thờ Baroque. Bàn thờ chính được tượng chống đỡ và cột telamon hình thiên thần nhỏ gia cố cho đế. Nhà nguyện dâng cho cho Đức Trinh Nữ Cô Đơn Oaxaca và hình ảnh ngài ở trung tâm. Xung quanh là các bức họa thế kỷ 16 của Pedro Ramírez mô tả cuộc đời Chúa Cứu Thế.

#### Nhà nguyện Thánh Eligio
Nhà nguyện Thánh Eligio (tiếng Tây Ban Nha: Capilla de San Eligio), còn được gọi là Nhà nguyện của Chúa phù hộ thám hiểm an toàn (tiếng Tây Ban Nha: Capilla del Señor del Buen Despacho), được hội thợ bạc xây dựng đầu tiên, họ hiến dâng ảnh tượng Sự hoài thai và Thánh Eligio cho thánh bảo hộ nhà nguyện trước đây. Nhà nguyện được trang trí lại vào thế kỷ 19 và hình ảnh Chúa ban điều tốt lành đặt ở đây, cái tên này là do nhiều người cầu xin đã được trả lời nhanh chóng. Hình ảnh được cho là từ thế kỷ 16 và do Bá tước Tây Ban Nha Carlos V dâng tặng.

#### Nhà nguyện Đức Mẹ Sầu Bi
Nhà nguyện Đức Mẹ Sầu Bi (tiếng Tây Ban Nha: Capilla de Nuestra Señora de los Dolores), trước đây được gọi là Nhà nguyện Tiệc Ly (tiếng Tây Ban Nha: Capilla de la Santa Cena) xây dựng vào năm 1615. Ban đầu nhà nguyện dâng cho Bữa Tiệc Ly vì có treo một bức họa như vậy. Sau đó, khi được tu sửa lại theo phong cách Tân cổ điển, Antonio Gonzalez Velazquez đưa vào ba bàn thờ. Bàn thờ chính có hình ảnh Đức Trinh Nữ Sầu Bi do Francisco Terrazas điêu khắc bằng gỗ và tô vẽ theo yêu cầu của Hoàng đế Maximiliano I nước Mexico. Trên bức tường cánh trái có một cầu thang dẫn xuống những hầm mộ chứa di thể các tổng giám mục México trước đây. Hầm mộ lớn nhất chứa thi hài tổng giám mục đầu tiên của Méxcio là Juan de Zumarraga.

#### Nhà nguyện Chúa Tốt Lành

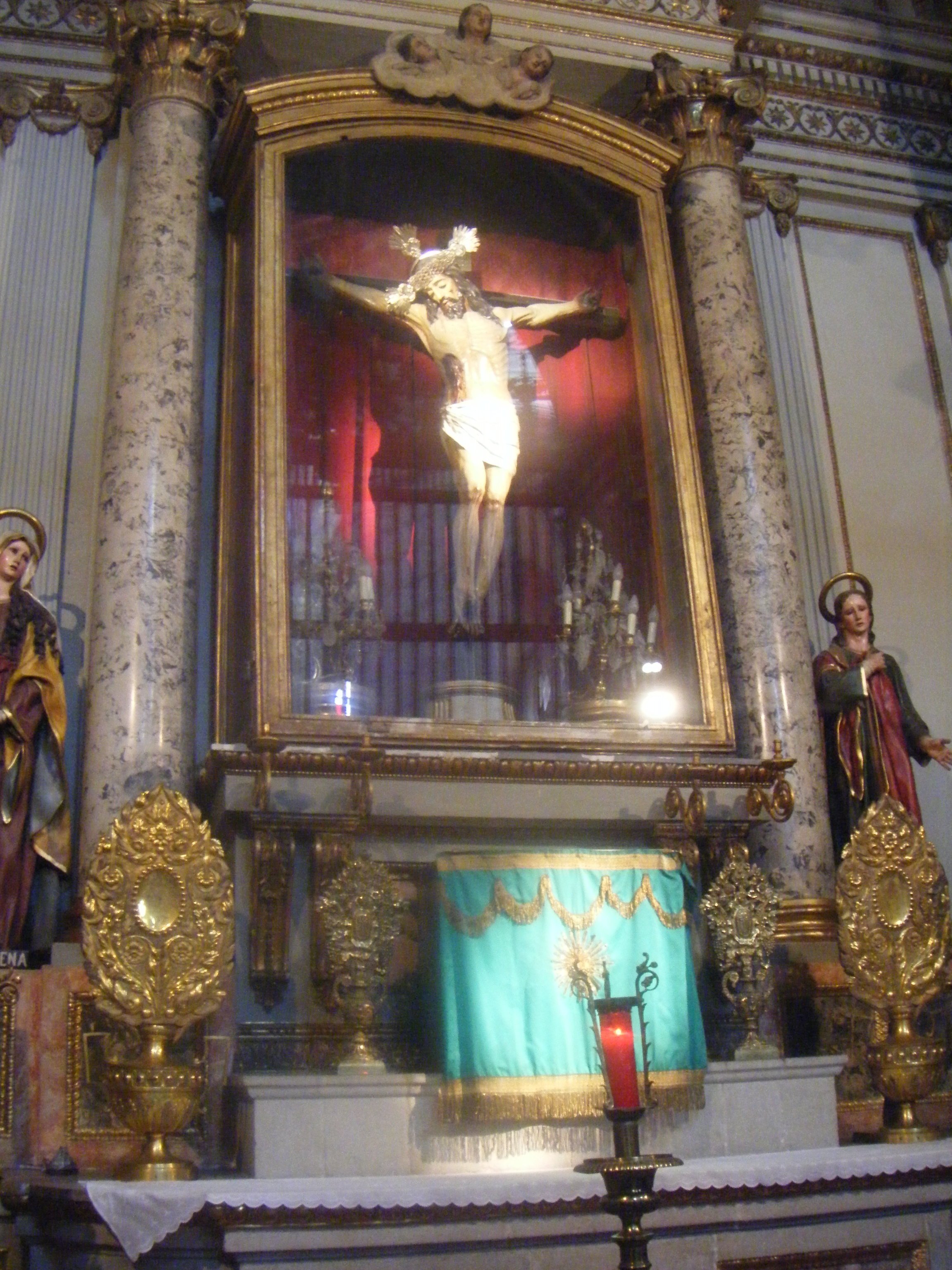
Chúa Tốt Lành

Nhà nguyện Chúa Tốt Lành (tiếng Tây Ban Nha: Capilla del Señor del Buen Despacho) ra mắt lần đầu vào ngày 8 tháng 12 năm 1648 và được dành riêng cho hội thợ bạc, những người đặt hai ảnh tượng bằng bạc rắn, một trong những hình tượng tinh khiết nhất và hình kia là Thánh Eligio hoặc Thánh Eloy.
Toàn bộ nhà nguyện được trang trí theo phong cách Tân cổ điển nửa đầu thế kỷ 19.

#### Nhà nguyện Thánh Felipe de Jesús

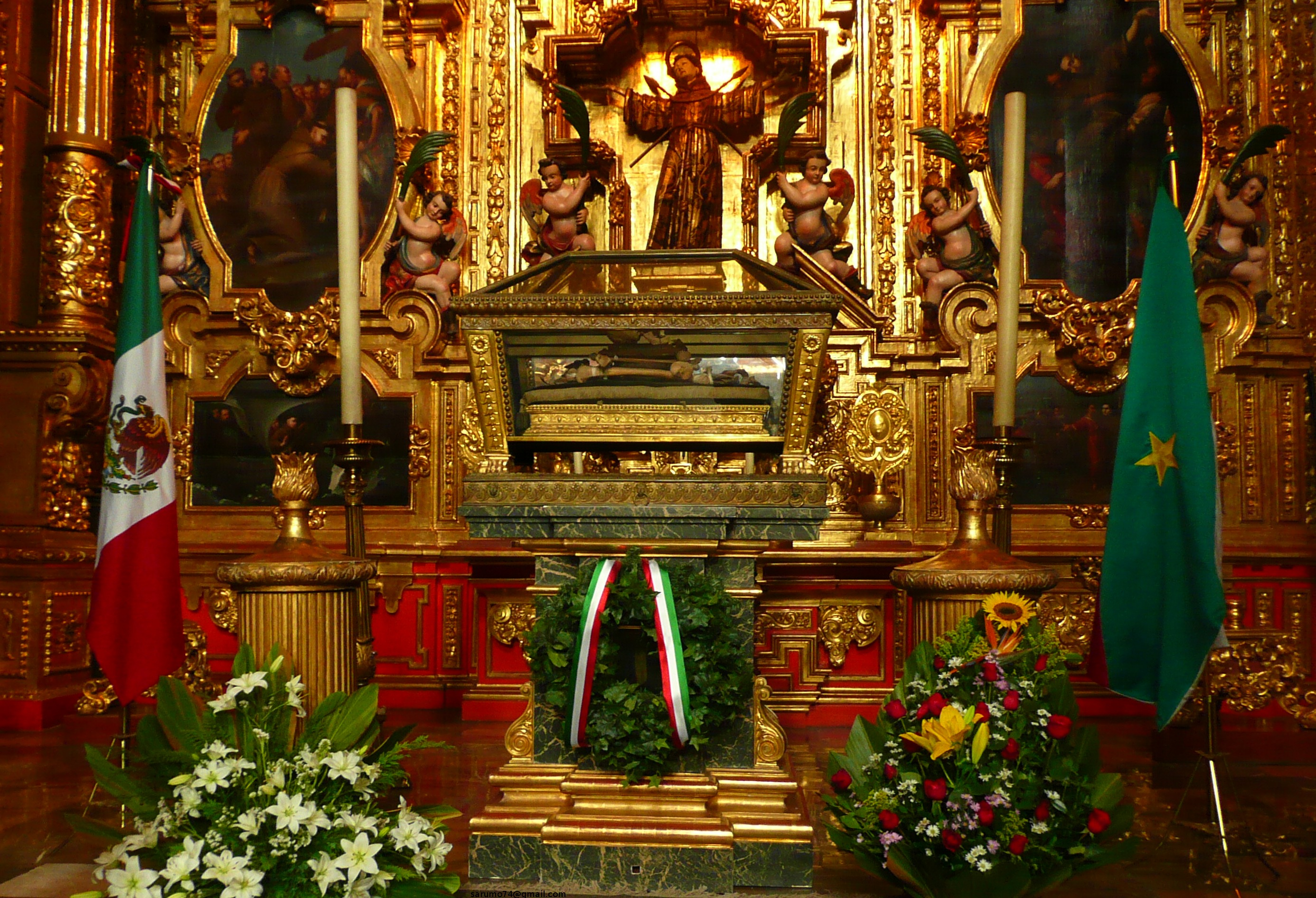
Triển lãm hài cốt Hoàng đế Tướng quân Agustín de Iturbide tại Nhà thờ chính tòa thành phố México, nhân dịp kỷ niệm hai trăm năm bắt đầu Chiến tranh giành độc lập Mexico. Hình ảnh chụp sau lễ phụng vụ vinh danh ông ngày 27 tháng 9 năm 2010

Nhà nguyện Thánh Felipe de Jesús (tiếng Tây Ban Nha: Capilla de San Felipe de Jesús) được hoàn thành trong giai đoạn đầu khi xây dựng nhà thờ. Nhà nguyện dâng cho Thánh Felipe de Jesús, tu sĩ khất thực tử đạo duy nhất của Tân Tây Ban Nha, ông bị đóng đinh trên thập giá ở Nhật Bản. Nhà nguyện có mái vòm theo phong cách Gothic và bàn thờ Baroque từ thế kỷ 17. Tượng thánh nằm trong ngách lớn tại gian thờ. Bàn thờ bên trái dành riêng cho Thánh Rosa thành Lima được coi là thánh bảo hộ Thành phố México. Bên phải là bình đựng hài cốt Agustín de Iturbide, hoàng đế México một thời gian ngắn từ năm 1822 đến năm 1823. Bên cạnh nhà nguyện này là một phông lễ rửa tội mà người ta cho rằng Felipe de Jesús rửa tội tại đó. Trái tim Anastasio Bustamante được gìn giữ ở đây. Trong nhà nguyện có một tác phẩm điêu khắc Thánh Felipe de Jesús là vị thánh đầu tiên của México. Theo nhiều nhà phê bình nghệ thuật, đây là tác phẩm điêu khắc đa sắc, chạm khắc công phu và chất lượng tốt nhất Châu Mỹ Latinh.

### Đại phong cầm

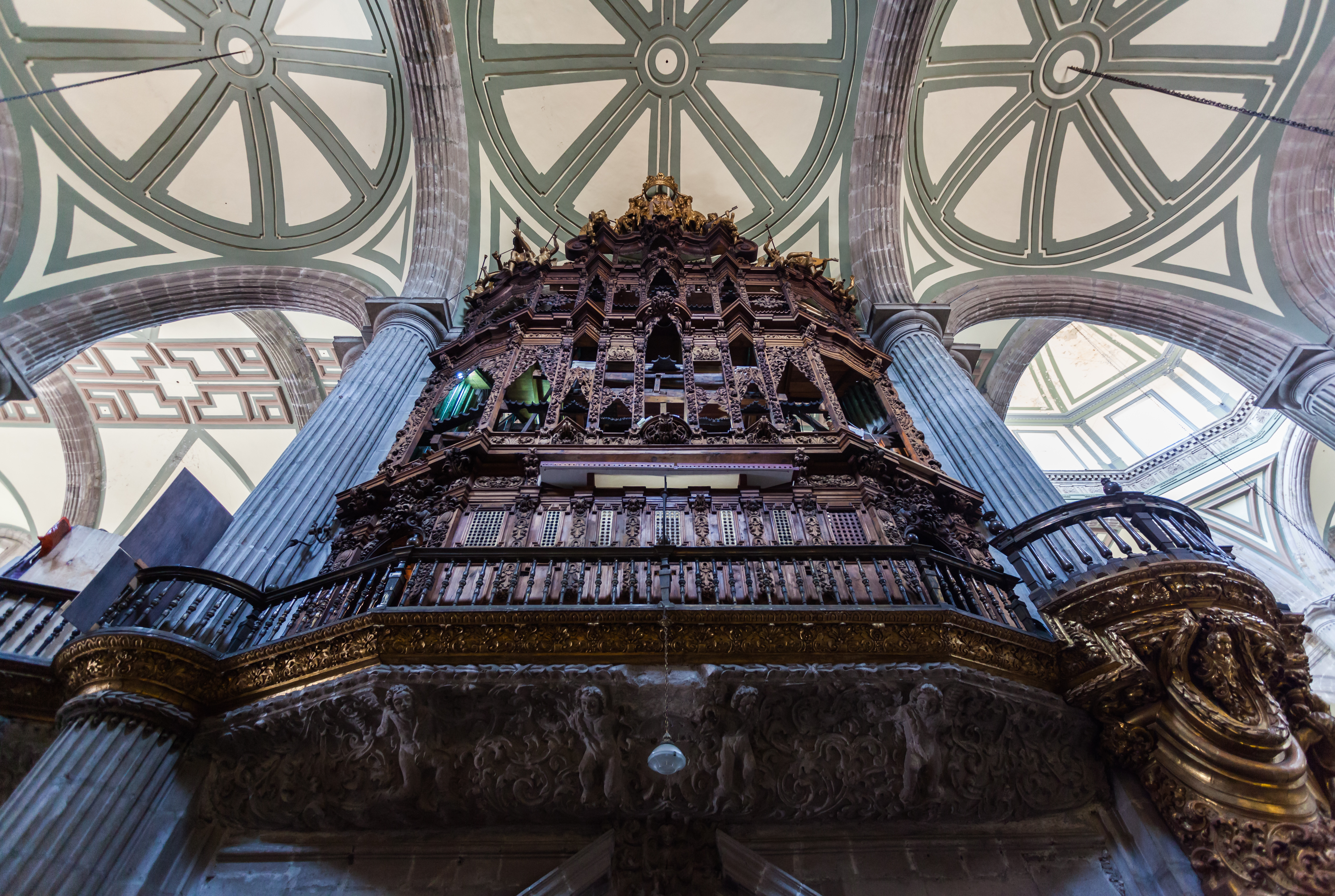
Thùng đại phong cầm nhìn từ bên ngoài khu ca đoàn

Trong suốt lịch sử, nhà thờ có khoảng cả tá đại phong cầm. Chiếc cổ nhất được nhắc đến trong một trình báo cho vua Tây Ban Nha năm 1530. Rất ít chi tiết còn giữ được về các đàn cổ nhất. Tên các nhà chế tác đàn bắt đầu xuất hiện vào cuối thế kỷ 16. Chiếc đàn cổ nhất còn tồn tại là của Diego de Sebaldos hoàn thành năm 1655. Đại phong cầm đầu tiên của Nhà thờ chính tòa thành phố México được Jorge de Sesma chế tác ở Madrid từ năm 1689 đến năm 1690 và do Tiburcio Sanz lắp đặt từ năm 1693 đến năm 1695. Có hai chiếc như vậy, một do José Nassarre người Tây Ban Nha chế tác tại México, hoàn thành năm 1736, kết hợp các yếu tố đàn thế kỷ 17. Đây là những đại phong cầm thế kỷ 18 lớn nhất châu Mỹ, được đặt trên tường khu vực ca đoàn, về mặt thư tín (đông) và phúc âm (tây). Cả hai chiếc đàn đều bị hỏa hoạn năm 1967 làm hư hại và được phục hồi năm 1978. Tình trạng hỏng hóc lại xuất hiện nên đại phong cầm mặt phúc âm lại được Gerhard Grenzing phục hồi lần nữa năm 2008-2009. Đại phong cầm mặt thư tín cũng được Grenzing hoàn thành sửa chữa năm 2014 và cả hai đàn nay đều chơi được.

### Khu ca đoàn
Kiến trúc ca đoàn là nơi linh mục và/hoặc ca đoàn hát thánh vịnh. Nơi này nằm ở gian giữa, giữa cửa chính và bàn thờ cao, được xây theo hình bán nguyệt giống các thánh đường Tây Ban Nha. Juan de Rojas khởi công năm 1696 và hoàn tất năm 1697. Các mặt xung quanh gồm 59 phù điêu các vị thánh khác nhau bằng gỗ gụ, gỗ óc chó, tuyết tùng và gỗ tepehuaje bản địa. Lan can bao quanh ca đoàn được Sangley Queaulo chế tác năm 1722 tại Ma Cao, Trung Quốc và đặt vào đây năm 1730.

Khu ca đoàn & Đại phong cầm
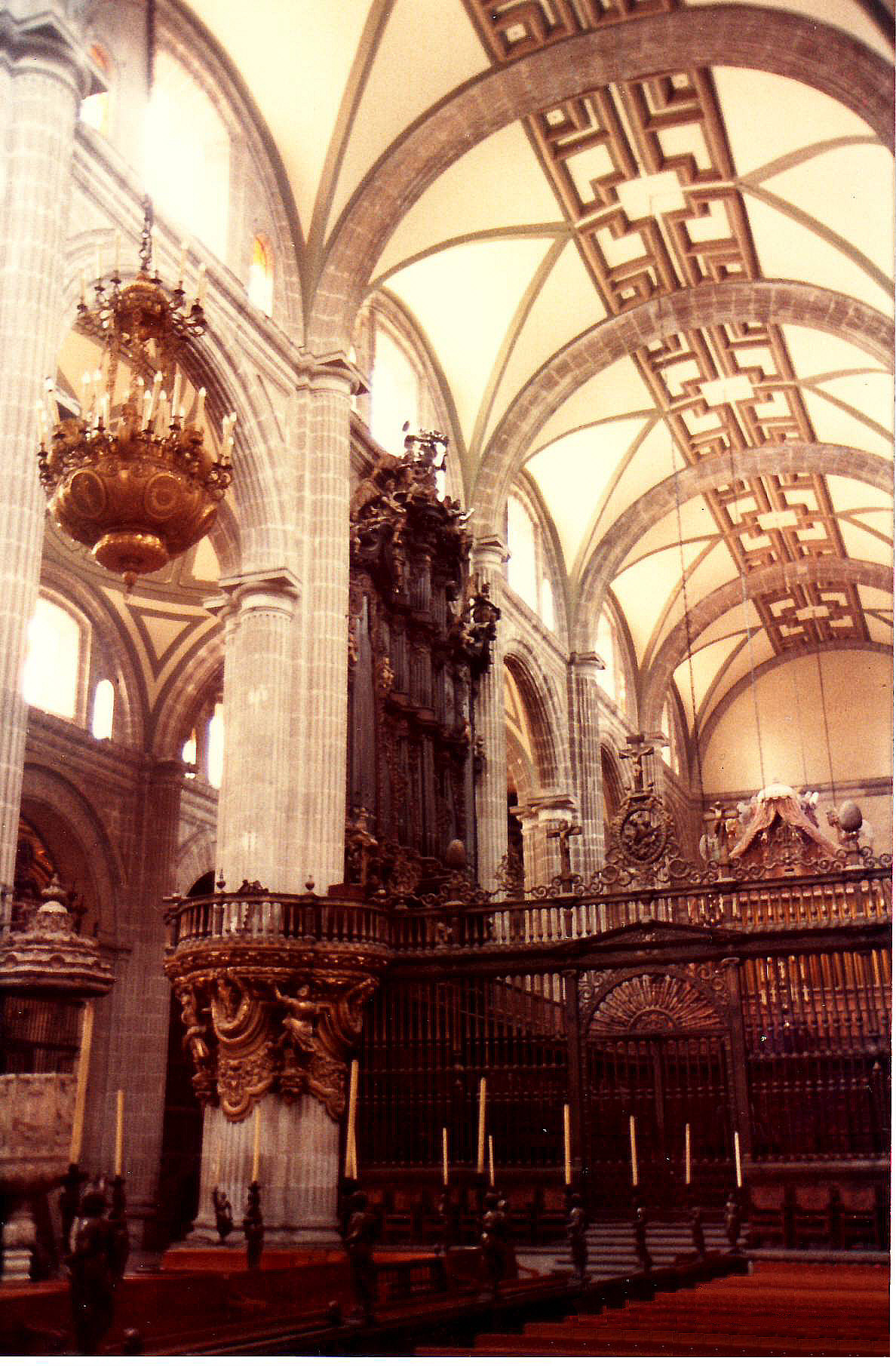
Quang cảnh vị trí ca đoàn
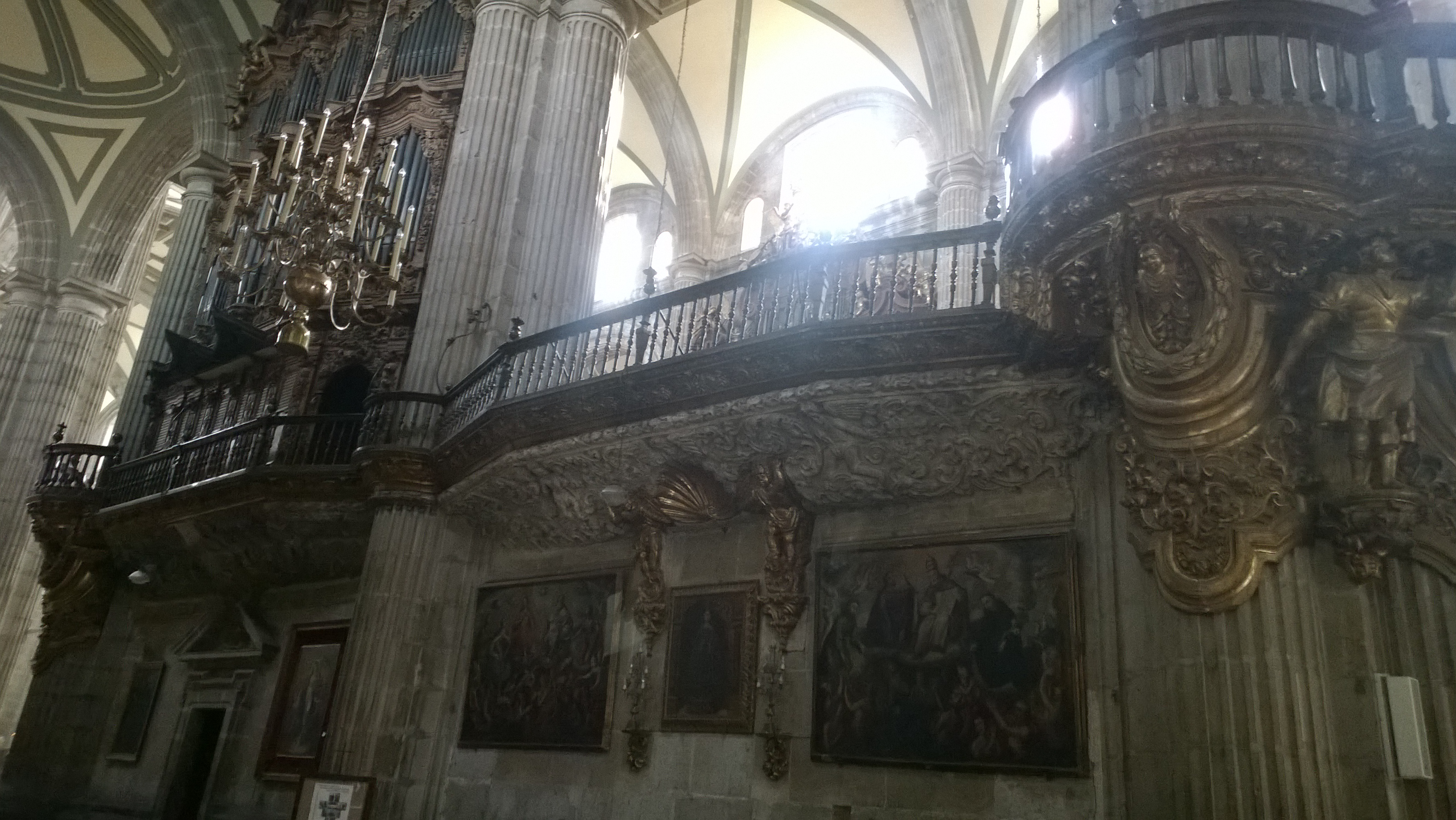
Quang cảnh tường mặt bên ca đoàn
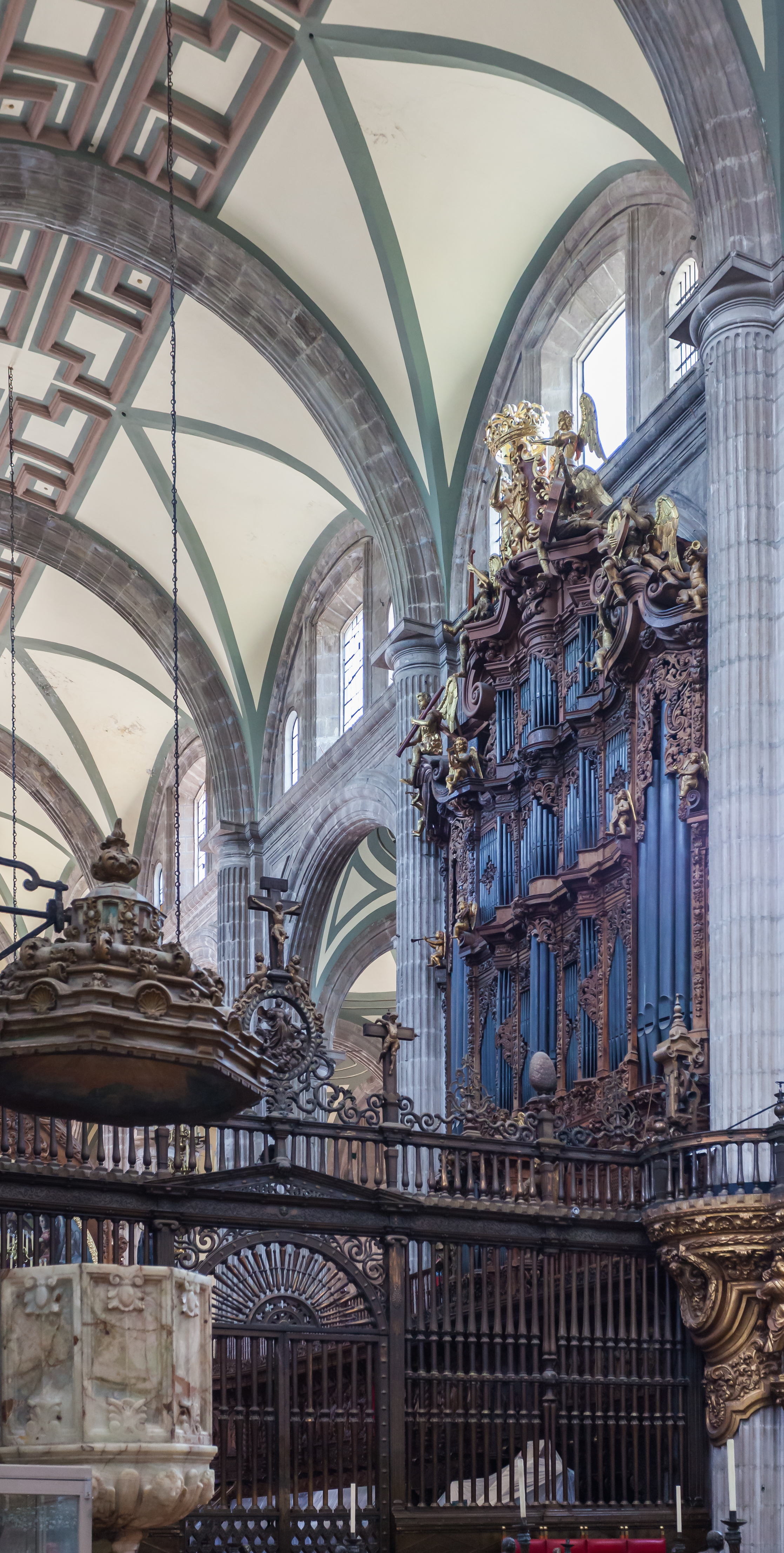
Đại phong cầm
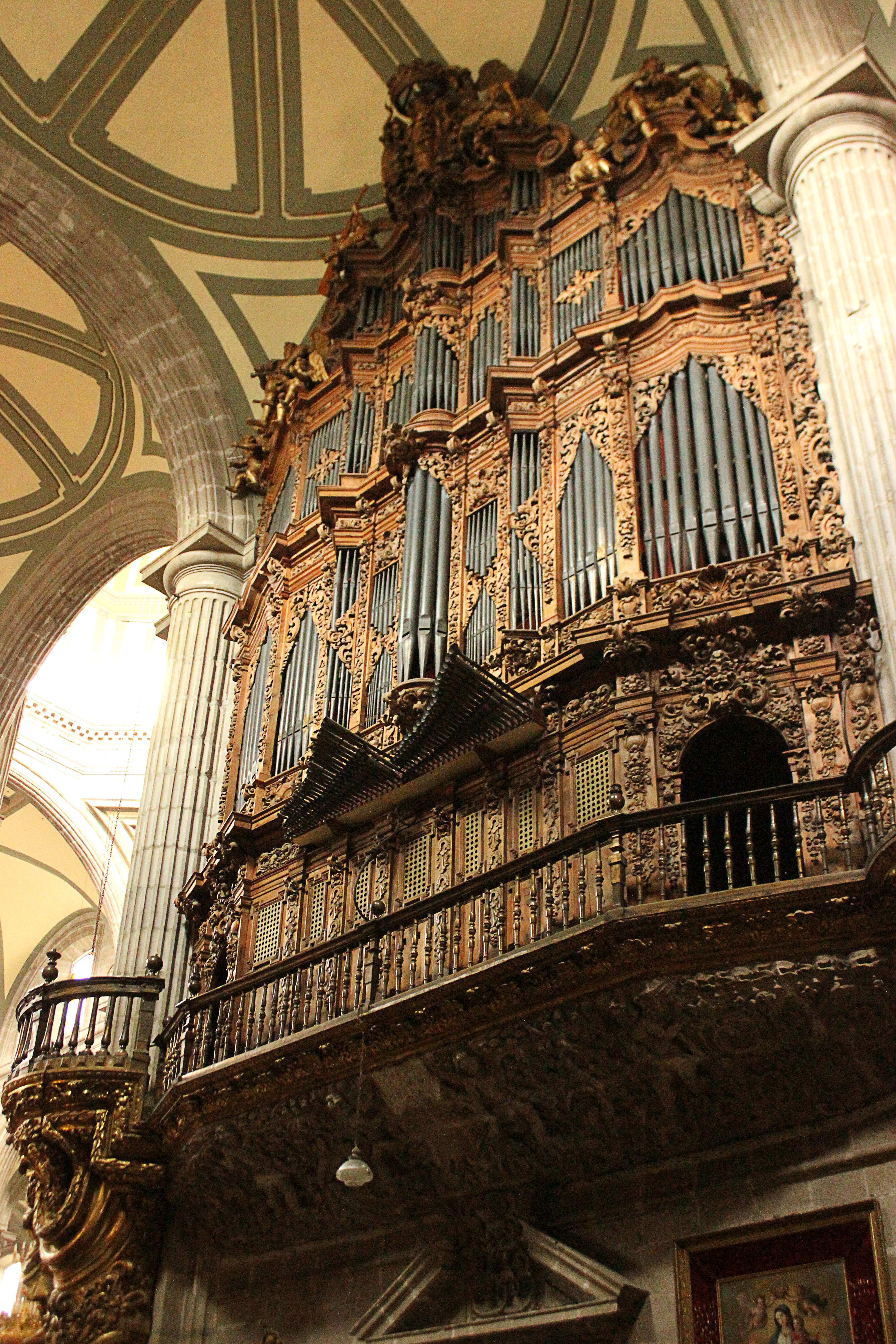
Quang cảnh đại phong cầm Tây Ban Nha
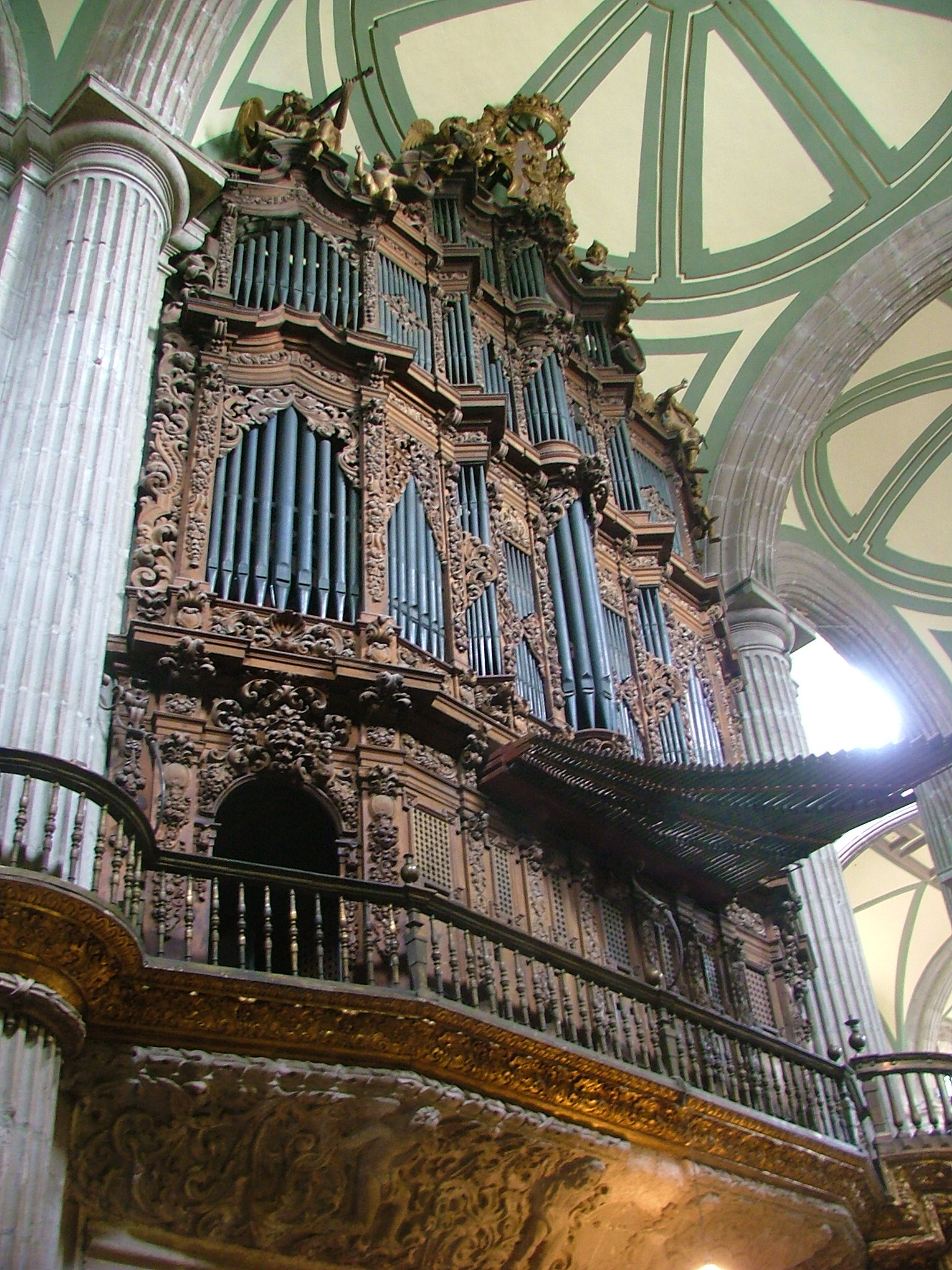
Quang cảnh đại phong cầm México

### Hầm mộ
Hầm mộ tổng giám mục nằm dưới sàn ngay bên dưới Bàn thờ Vua. Lối xuống hầm mộ từ nhà thờ có một cánh cửa gỗ lớn chắn, phía sau là cầu thang màu vàng quanh co. Ngay cửa vào phía trong là một đầu lâu bằng đá kiểu Mexica. Nó như một tế lễ gắn vào mộ vinh danh tổng giám mục đầu tiên của México Juan de Zumárraga. Zumárraga được coi là ân nhân của thổ dân da đỏ, bảo vệ họ trước các lãnh chúa Tây Ban Nha. Ngoài ra còn có một tác phẩm điêu khắc bằng kích cỡ thật của tổng giám mục đặt trên đỉnh mộ vinh danh.
Trên tường gắn hàng chục biển đồng đánh dấu vị trí hài cốt hầu hết các tổng giám mục trước kia tại Thành phố México, bao gồm cả Hồng y Ernesto Corripio y Ahumada. Sàn lát đá cẩm thạch nhỏ che đậy các hốc chứa hài cốt những người khác.
Nhà thờ còn hầm mộ và hốc chôn khác để táng những nhân vật tôn giác khác, kể cả trong nhà nguyện.

Hầm mộ Tổng Giám mục México
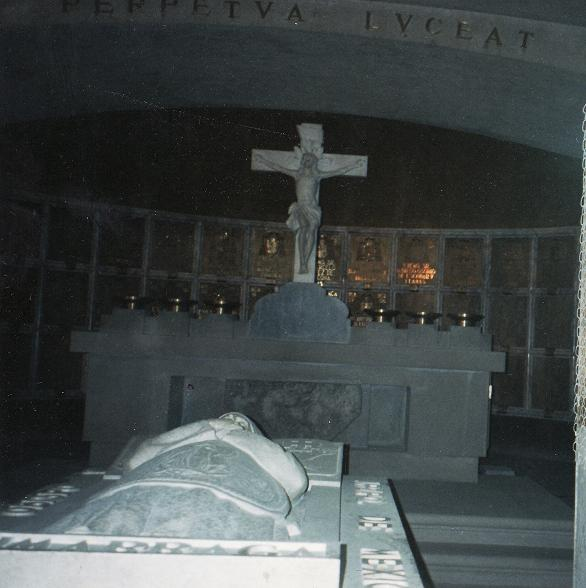
Hầm mộ
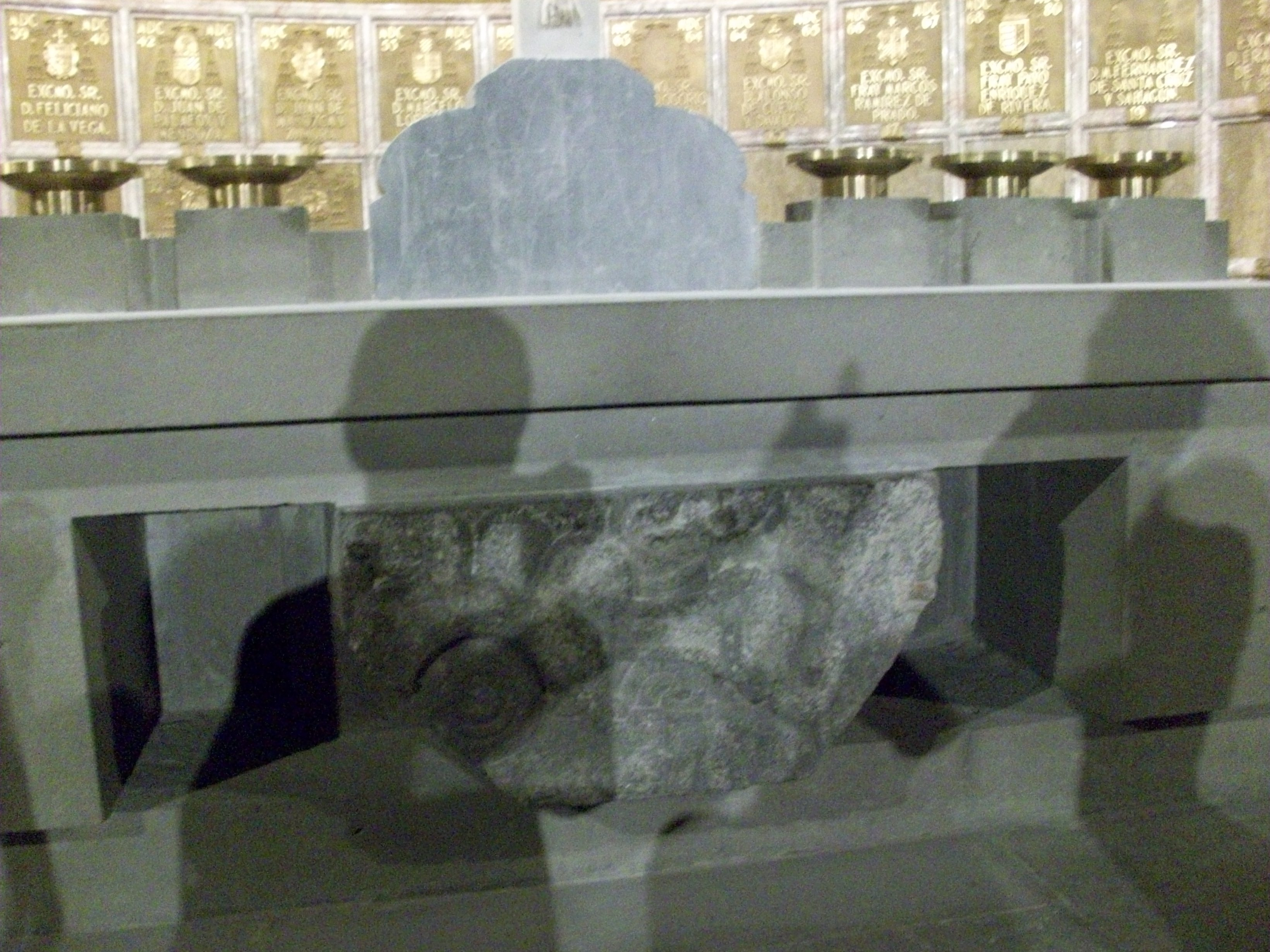
Tấm bia thời tiền Tây Ban Nha
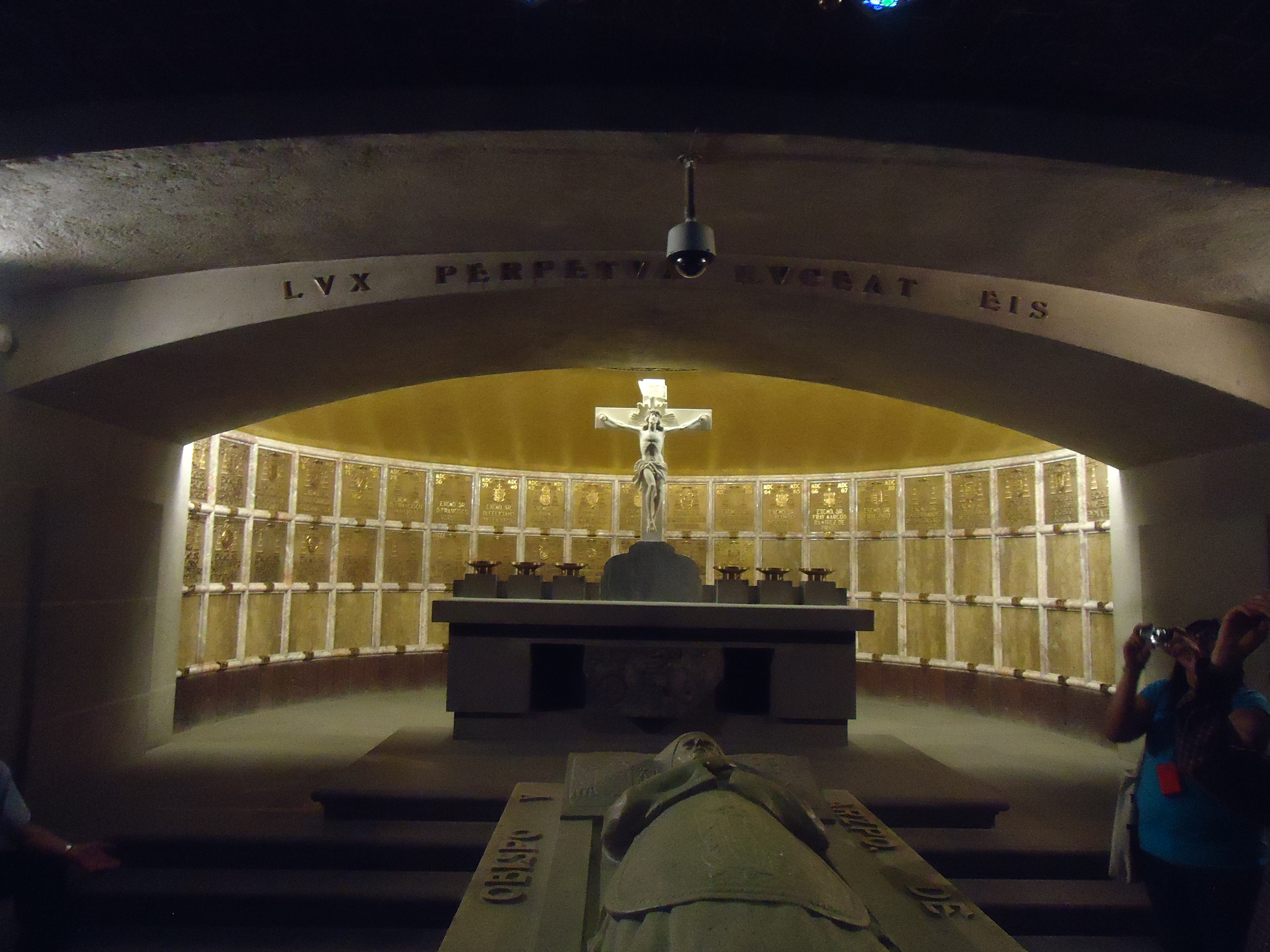
Mộ
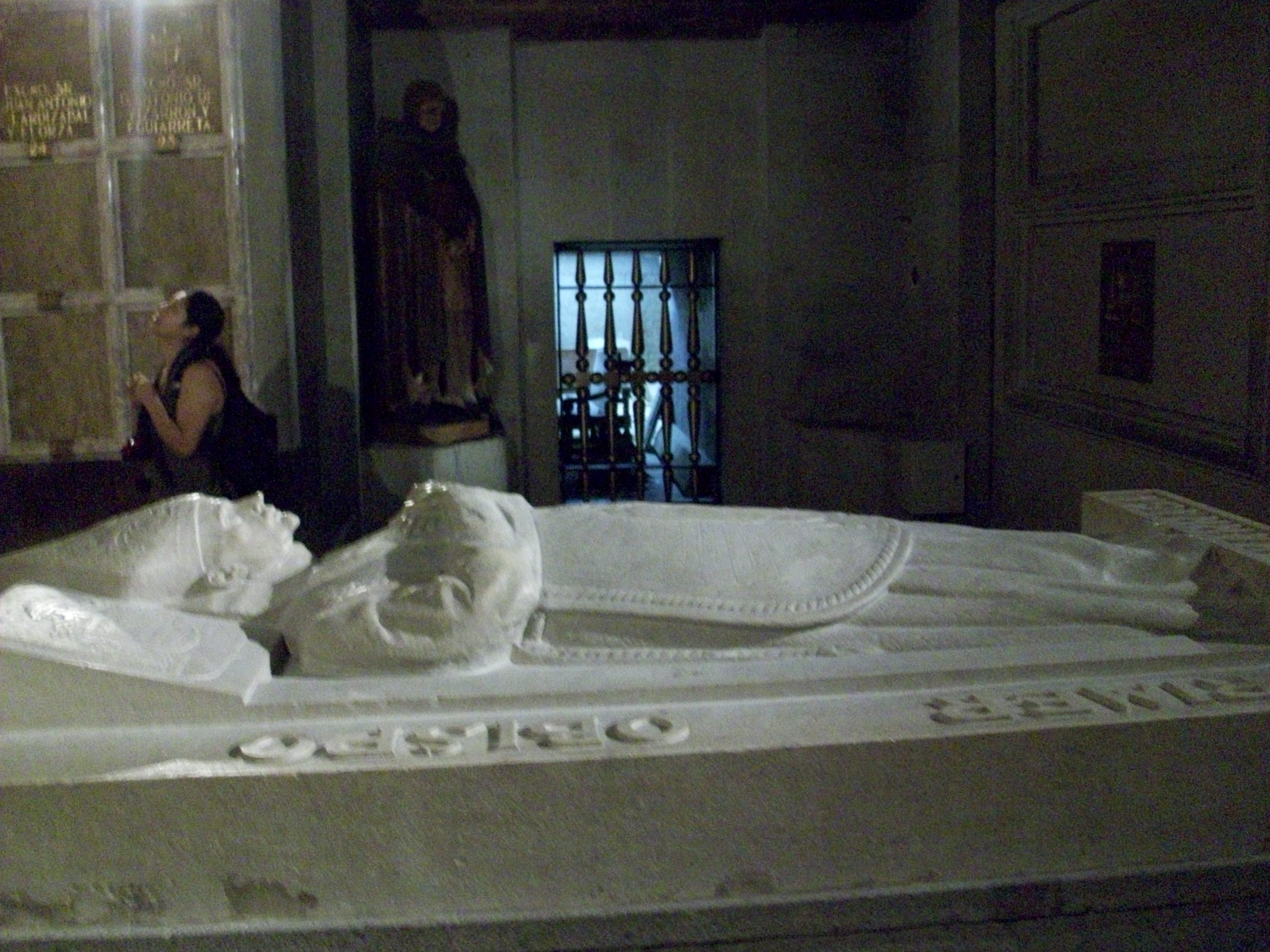
Tượng Zumárraga
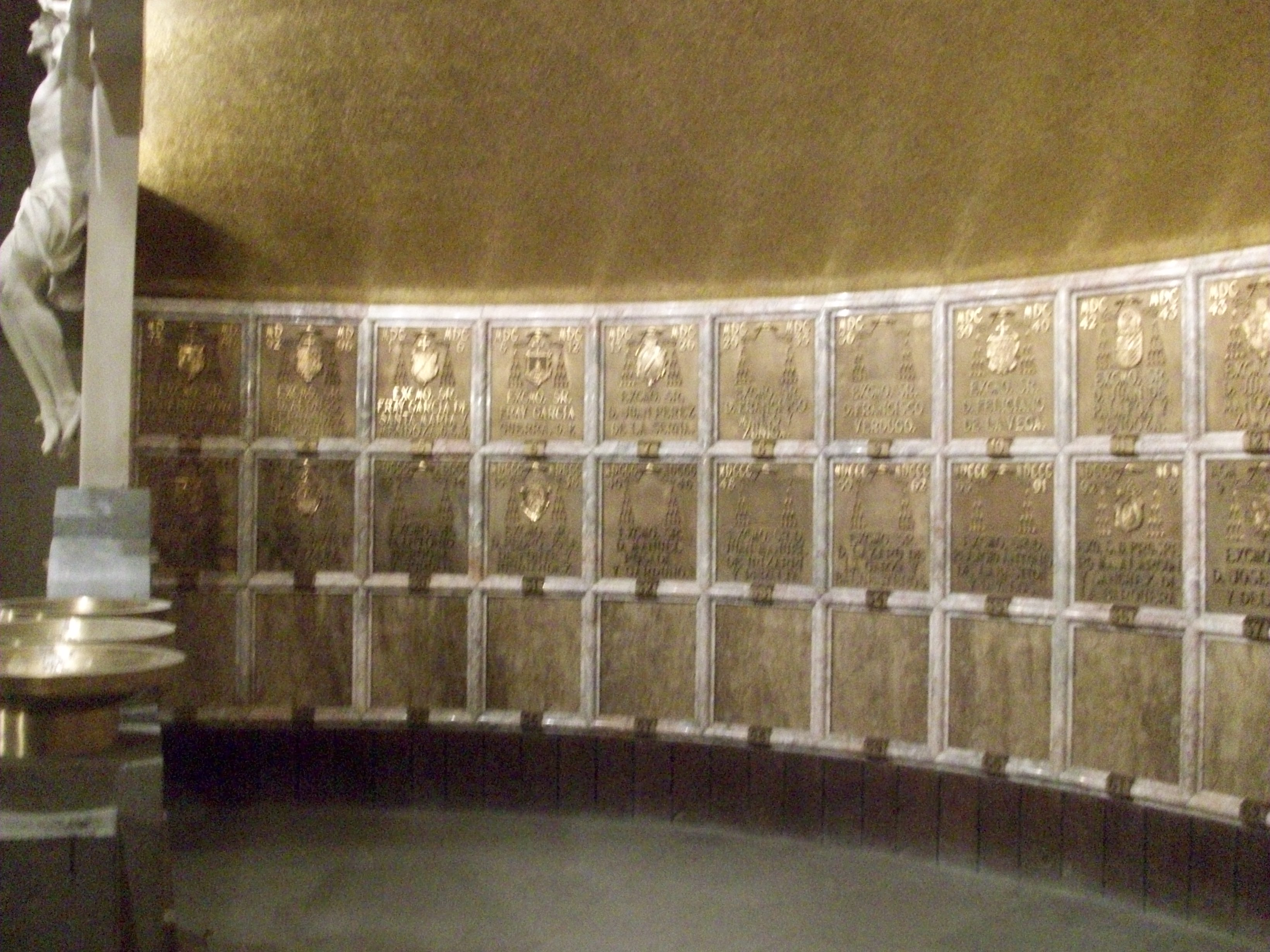
Hốc chứa di cốt các tổng giám mục

## Khôi phục
Nền đất sụt lún và hoạt động địa chấn trên khu vực này ảnh hưởng đến việc xây dựng và diện mạo hiện tại của nhà thờ. Mất 42 năm đầu tiên yêu cầu đơn giản chỉ để đặt được nền móng vì ngay thời điểm đó, người Tây Ban Nha đã nhận ra mối nguy khi xây dựng công trình khổng lồ trên đất yếu. Tuy nhiên, không phải tất cả nhưng chủ yếu vì lý do chính trị, nhà thờ được xây dựng trên các cấu trúc di sản thời tiền Tây Ban Nha, dẫn đến nền móng không bằng phẳng ngay từ đầu.

### Hỏa hoạn năm 1967
Hồi 9 giờ tối 17 tháng 1 năm 1967, hòa hoạn bùng phát do đoản mạch gây ra thiệt hại lớn cho nhà thờ. Phần lớn cấu trúc và đồ trang trí trên Bàn thờ Chuộc tội đã bị hư hại, mất hoàn toàn ba bức tranh El Divino Rostro (Thánh diện) của Alonso López de Herrera, El martirio de San Sebastián (Sự tử đạo của Thánh Sebastian) của Francisco de Zumaya và La Virgen del Perdón (Đức Trinh Nữ Tha Thứ) của Simon Pereyns. Khu ca đoàn mất 75 trong số 99 ghế ngồi cũng như một họa phẩm của Juan Correa cùng với nhiều sách lưu trữ. Hai đại phong cầm bị hỏng nghiêm trọng, một phần ống hơi bị nung nóng chảy. Các bức họa của Rafael Jimeno y Planas, Juan Correa và Juan Rodriguez Juarez bị cháy ở những khu vực khác trong nhà thờ. Sau vụ cháy, cơ quan chức năng ghi nhận thiệt hại nhưng không làm gì để khôi phục. Các thảo luận sôi nổi diễn ra sau đó giữa các nhà sử học, kiến trúc sư và cuộc điều tra tập trung vào việc di chuyển Bàn thờ Chuộc tội, cũng như loại bỏ khu ca đoàn và lan can đi. Năm 1972, các nhà chức trách giáo hội khởi xướng phá dỡ khu ca đoàn mà chưa được Chính phủ Liên bang cho phép và bị đình chỉ. Chính quyền kiểm kê những gì có thể được cứu vãn được và bổ nhiệm Jaime Ortiz Lajous làm giám đốc dự án khôi phục nguyên trạng nhà thờ. Công tác trùng tu không chỉ tập trung vào việc sửa chữa hư hỏng (dựa theo hồ sơ và ảnh lưu trữ) mà còn xử lý nền móng đang xuống cấp (do lún không đều) và những vấn đề xảy đến với các tòa tháp.
Bàn thờ Chuộc tội và Bàn thờ Vua là đối tượng chính để lau dọn và hồi phục. Thay thế những phần bị hỏng hoàn toàn trên Bàn thờ Chuộc tội, một số bức tranh được thêm vào như La huida de Egipto (Chạy khỏi Ai Cập), El Divino Rostro và El martirio de San Sebastián của Pereyns. Đàn được tháo dỡ cùng ống hơi và các chi tiết bên trong, rồi gửi qua Hà Lan sửa chữa. Trong thời gian đó, các thợ thủ công México thực hiện trùng tu kéo dài đến năm 1977. Khu ca đoàn bắt đầu được tái thiết năm 1979 bằng cách sử dụng các vật liệu tương tự như trước khi cháy. Ngoài ra, bất kỳ bức tượng nào trong tháp bị hư hỏng hơn hơn 50% do ô nhiễm thành phố đều được loại bỏ và thay thế bằng các bản sao. Tượng nào ít hư hại hơn thì được sửa chữa.
Công việc trùng tu thập niên 1970 và đầu thập niên 1980 đã khám phá ra một số điều thú vị. 51 bức họa được tìm thấy và giải cứu từ phía sau Bàn thờ Chuộc tội, gồm các tác phẩm của Juan và Nicolas Rodriguez Juarez, Miguel Cabrera và José de Ibarra. Bên trong một chếc đàn phát hiện ra bản sao đề cử Hernán Cortés làm Toàn quyền Tân Tây Ban Nha (1529). Cuối cùng, trong bức tường vòm giữa chính là nơi an táng thống đốc Veracruz đầu tiên là Miguel Barrigan.

### Công việc cuối thế kỷ 20

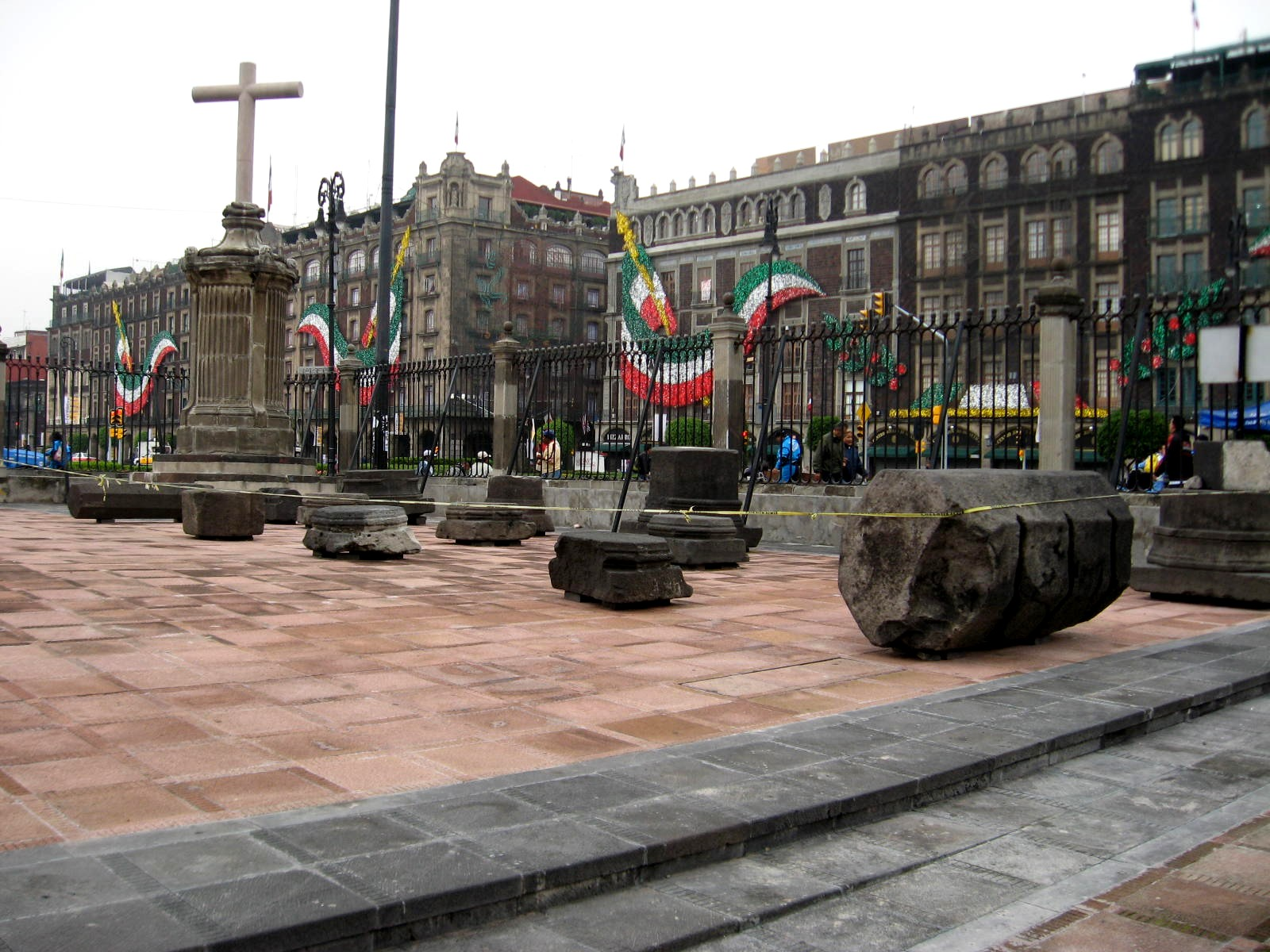
Đá nền và các đồ tạo tác khác từ cuộc khai quật nền móng được trưng bày trước nhà thờ

Cùng với phần còn lại của thành phố, nhà thờ đang tiếp tục lún ngay từ ngày đầu xây dựng. Tuy nhiên, hiện trạng siêu đô thị với hơn 18 triệu dân đang lấy nước từ mạch ngầm sử dụng khiến mực nước ngầm giảm xuống và giảm mạnh trong nửa sau thế kỷ 20. Các phần công trình như nhà thờ và nhà tạm vẫn lún với tốc độ khác nhau, các tháp chuông đang nghiêng một cách nguy hiểm dù mới được xử lý thập niên 1970. Vì lý do này, nhà thờ được Quỹ Di tích Thế giới đưa vào Danh sách Theo dõi Di tích Thế giới năm 1998.
Công việc trùng tu lớn và nền móng bắt đầu vào thập niên 1990 để ổn định hóa nhà thờ. Các kỹ sư khảo sát và xử lý bên dưới nhà thờ từ năm 1993 đến năm 1998. Họ đào các trục dưới nhà thờ và đặt trục bê tông xuống nền đất yếu làm nền móng vững chắc hơn cho kết cấu. Những nỗ lực này không dừng được việc sụt lún nhưng chỉnh được các tháp nghiêng và đồng nhất được độ lún của toàn bộ công trình.

## Giá trị văn hoá
Nhà thờ là nét đặc trưng bản sắc văn hóa México và là một minh chứng cho một thời lịch sử thuộc địa. Nhà nghiên cứu Manuel Rivera Cambas viết rằng nhà thờ được xây dựng trên nơi thánh của người Aztec bằng chính những phiến đá của các ngôi đền cũ để Tây Ban Nha có thể tuyên bố chủ quyền trên lãnh thổ và người dân. Hernán Cortés được cho là đã đích thân đặt viên đá đầu tiên của nhà thờ ban đầu.
Nhà thờ từng là một trung tâm tôn giáo quan trọng dành riêng cho các gia tộc danh tiếng tại Tân Tây Ban Nha. Năm 1864, thời Đệ Nhị Đế chế México, Hoàng đế Maximilian nhà Habsburg và Hoàng hậu Charlotte nước Bỉ (sau này được gọi là Maximiliano và Carlota nước México) đăng quang tại nhà thờ sau khi vi hành thành phố đứng đầu triều đại.
Nằm trên Zócalo, theo thời gian, nhà thờ trở thành tâm điểm các hoạt động văn hóa xã hội chủ yếu diễn ra vào thế kỷ 20 và 21. Nhà thờ bị đóng cửa trong 4 năm vào thời Tổng thống Plutarco Elías Calles cố gắng thi hành Luật chống tôn giáo của México. Giáo hoàng Piô XI đóng cửa giáo hội, lệnh cho các linh mục ngừng mục vụ công khai tại tất cả nhà thờ México. Sau khi chính phủ México và giáo hoàng đi đến điều khoản chung và nhà thờ được cải tạo lớn, nó được mở cửa trở lại năm 1930.
Nhà thờ chứng kiến nhiều cuộc biểu tình từ trong giáo hội lẫn từ ngoài phản đối giáo hội, gồm cả cuộc biểu tình nữ giới về việc giáo hội khuyến khích không mặc váy ngắn và trang phục khêu gợi để tránh bị hãm hiếp hay một buổi lễ dưới ánh nến để phản đối các vụ bắt cóc ở México. Bản thân nhà thờ được dùng để phản đối các vấn đề xã hội. Chuông vang lên bày tỏ Tổng giáo phận México phản đối Tòa án Tối cao ủng hộ hợp pháp hóa việc phá thai của Thành phố Mexico.
Có lẽ sự kiện nghiêm trọng nhất gần đây xảy ra vào ngày 18 tháng 11 năm 2007 khi những người ủng hộ Đảng Cách mạng Dân chủ tấn công nhà thờ. Khoảng 150 những người biểu tình xông vào Thánh lễ Chủ nhật hô khẩu hiệu và xô đổ hàng ghế dài. Việc này khiến nhà thờ phải đóng cửa và khóa lại trong vài ngày. Nhà thờ mở cửa trở lại cùng với các biện pháp an ninh mới được đưa ra như khám xét túi xách.